# Geschichte Heidelbergs

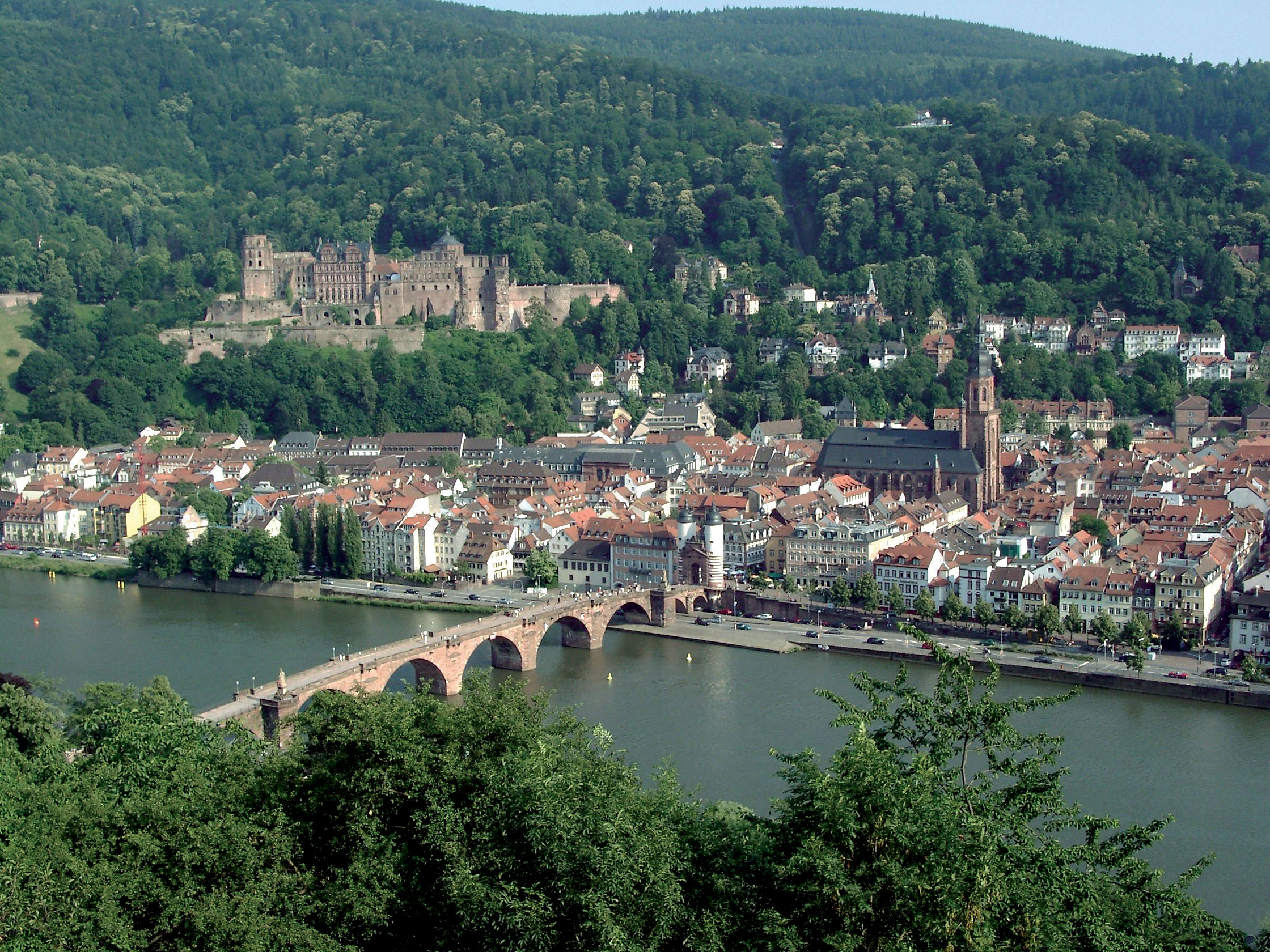
Die Heidelberger Altstadt wurde im 18. Jahrhundert auf mittelalterlichem Grundriss wiederaufgebaut. Das Schloss, einst Residenz der Kurpfalz, ist hingegen nur noch Ruine

Die Geschichte Heidelbergs reicht über die erste urkundliche Erwähnung der Stadt im Jahr 1196 hinaus bis zu Siedlungen im Heidelberger Stadtgebiet zur Zeit der Kelten und Römer. Im 13. Jahrhundert entstand das Schloss, die Stadt wurde planmäßig angelegt und zur Residenz der Pfalzgrafen bei Rhein. Damit begann die rund fünfhundertjährige Blütezeit der Stadt am Neckar als Hauptstadt der Kurpfalz. Die Universität Heidelberg wurde 1386 als erste Hochschule im heutigen deutschen Staatsgebiet gegründet. Im Pfälzischen Erbfolgekrieg zerstörten französische Truppen 1693 die Stadt, die auf mittelalterlichem Grundriss im Stil des Barock wiederaufgebaut wurde. 1720 wurde die kurfürstliche Residenz nach Mannheim verlegt. 1803 kam Heidelberg an Baden. Im 19. Jahrhundert wirkten Dichter und Denker in der Stadt, die Heidelberg den Beinamen „Stadt der Romantik“ einbrachten. Heidelberg wurde zu einem Wissenschaftsstandort und Reiseziel. Im 19. und 20. Jahrhundert wurde die Stadt durch Eingemeindungen und Bauprojekte vergrößert und blieb im Zweiten Weltkrieg weitestgehend unzerstört. Nach Kriegsende war Heidelberg bis 2013 Standort des Hauptquartiers der amerikanischen Landstreitkräfte in Europa.

## Vor Gründung der Stadt

### Urgeschichte

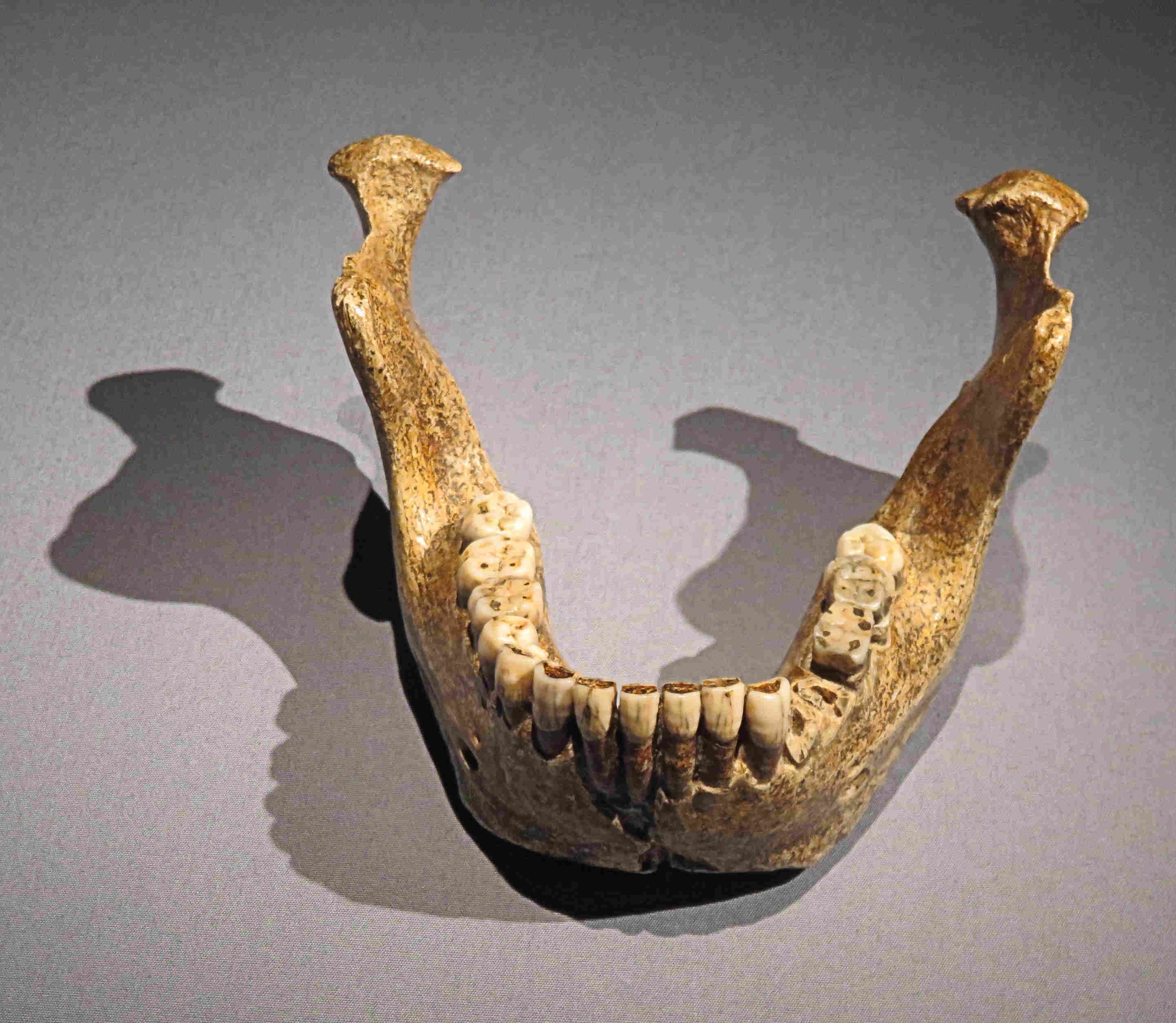
Der Unterkiefer von Mauer, Typusexemplar der Art Homo heidelbergensis (Original)

Der Vorfahre der Neandertaler, die fossile Art Homo heidelbergensis, erhielt ihren Namen, nachdem sie in Heidelberg erstmals wissenschaftlich beschrieben wurde. Zuvor war das erste bekannte Fossil dieser Art, der rund 600.000 Jahre alten Unterkiefer von Mauer, 1907 durch den Arbeiter Daniel Hartmann in einer Sandgrube im Ort Mauer südöstlich von Heidelberg entdeckt worden. Dieser Unterkiefer, das Typusexemplar von Homo heidelbergensis, ist das älteste bislang in Deutschland entdeckte Fossil der Gattung Homo.
Die erste dauerhafte Besiedlung des Raumes Heidelberg lässt sich für die Jungsteinzeit durch archäologische Funde aus dem 5. vorchristlichen Jahrtausend nachweisen, die der Linearbandkeramik-, Rössener und Michelsberger Kultur zuzurechnen sind. Zu den bedeutenden Befunden aus dieser Zeit gehört eine große Grube von etwa 12 × 14 Metern Durchmesser und 3,80 Metern Tiefe, die einem Dorf der Rössener Kultur (um 4500 v. Chr.) als Abfalldeponie diente. Aus der Zeit der Michelsberger Kultur, etwa 3800 v. Chr., stammt eine im Stadtteil Handschuhsheim entdeckte Mehrfachbestattung mit sechs Personen (drei Erwachsene und drei Kinder), die bei einem Überfall umgebracht und anschließend gemeinsam bestattet wurden. Diese steinzeitlichen Siedlungsspuren konzentrieren sich auf die Stadtteile (nord-)westlich der Innenstadt, wo der Neckar aus dem Odenwald austritt und daher in prähistorischer Zeit der Schwemmkegel des Flusses befand. Dieser sorgte für fruchtbare Böden, was zusammen mit der klimatisch günstigen Lage und dem natürlichen Schutz gegen Osten durch den Odenwald für sehr günstige Siedlungsbedingungen sorgte.
Während der Bronzezeit bewohnten Angehörige der Hügelgräber- und Urnenfelderkultur den Heidelberger Raum und scheinen in Teilen des Stadtgebietes eine für vorgeschichtliche Verhältnisse sehr dichte Besiedlung errichtet zu haben.

### Keltische Zeit
Im 5. und 4. Jahrhundert v. Chr. entwickelte sich der oberhalb Heidelbergs gelegene Heiligenberg zu einem wichtigen Siedlungszentrum der Kelten, die dort eine größere befestigte Siedlung errichteten. Ihr doppelter Ringwall ist immer noch zu erkennen. Die Funde zeigen, dass die Anlage das kulturelle und religiöse Zentrum der Region darstellte und dort in größerem Stil Eisenabbau und -verarbeitung stattfanden. Im 3. Jahrhundert wurde die Hügelsiedlung jedoch aus nicht gänzlich geklärten Gründen wieder aufgegeben. Möglicherweise verlor sie ihre Funktion als Zentralort an einen weiter in der Rheinebene gelegenen und damit verkehrstechnisch besser zu erreichenden Platz. Allerdings wurde der Heiligenberg dem archäologischen Fundspektrum zufolge auch in den folgenden Jahrhunderten von der Bevölkerung der Gegend wiederholt aufgesucht. Parallel zu den Siedlungsaktivitäten auf dem Berg entstanden in der keltischen Zeit auch diverse Baustrukturen im sonstigen Stadtgebiet Heidelbergs. Ihre Spuren verteilen sich relativ gleichmäßig beiderseits des Neckars über verschiedene Stadtteile, aus den sehr ausschnitthaften Befundbeobachtungen lässt sich die Struktur und Bedeutung dieser vermutlich bäuerlichen Kleinsiedlungen jedoch nicht genauer rekonstruieren. Ebenfalls aus Flussnähe stammt das Bruchstück des Kopfes einer überlebensgroßen Steinskulptur, das in einem römischen Gräberfeld im Stadtteil Bergheim gefunden wurde und zu dem Grabdenkmal eines mächtigen Bewohners des Heidelbergs (einem sogenannten „Fürstengrab“) gehört haben dürfte.
Im 1. Jahrhundert v. Chr. kam es dann jedoch zu einem vollständigen Abbruch der keltischen Besiedlung, genauso wie an vielen Orten in der weiteren Umgebung. Dieses Phänomen wird häufig mit den Berichten späterer antiker Quellen in Verbindung gebracht, nach denen der keltische Stamm der Helvetier unter dem Druck der vordringenden germanischen Sueben seine angestammten Siedlungsplätze zwischen Rhein, Main und Schwarzwald verlassen habe und nach Gallien ausgewichen sei. Nachdem die Helvetier 58 v. Chr. in der Schlacht bei Bibracte von den Römern unter Gaius Iulius Caesar geschlagen worden waren, blieb die Oberrheinebene weitgehend siedlungsleer.

### Römische Herrschaft

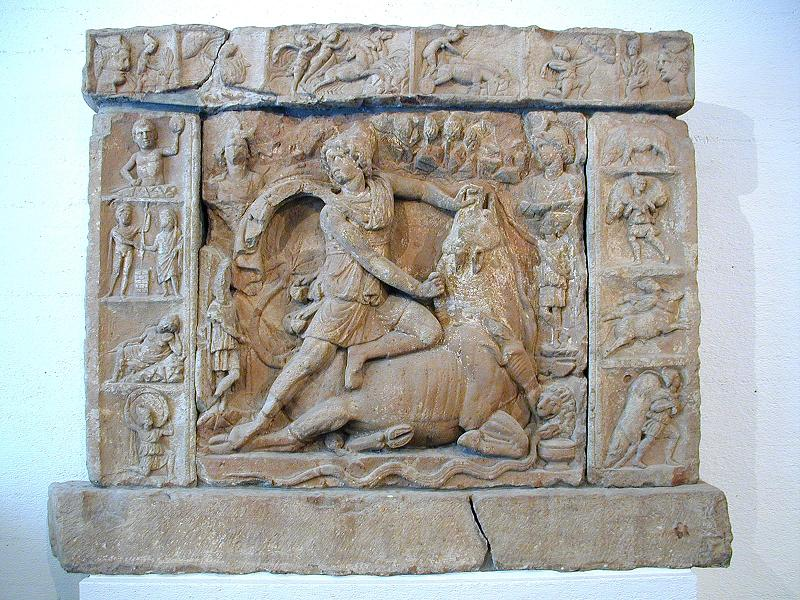
Relief mit Stiertötungsszene aus einem Mithräum in Heidelberg-Neuenheim, 2. Jahrhundert

Während der Regierungszeit Kaiser Tiberius’ (14–37 n. Chr.) siedelten die Römer verbündete Germanen vom Stamm der Neckarsueben im Gebiet östlich der Neckarmündung an, um eine Pufferzone zwischen dem Rhein, der Außengrenze des Römischen Reiches, und Germanien zu schaffen. Unter Kaiser Vespasian (69–79) schoben die Römer ihre Grenze in das rechtsrheinische Gebiet vor und gründeten auch im Bereich des heutigen Heidelberger Stadtgebiets ein Militärlager. Im Jahr 90 entstand ein steinernes Kastell anstelle der vorangegangenen Holzbauten. Über den Neckar errichteten die Römer zunächst eine hölzerne Brücke, um das Jahr 200 dann schließlich eine 260 m lange Steinpfeilerbrücke. Auf dem Gipfel des Heiligenbergs entstand ein Mercurius-Tempel, auch der Mithras-Kult war in Heidelberg verbreitet. Der Hauptort der Region war in römischer Zeit das benachbarte Lopodunum (heute Ladenburg), aber auch um das Militärlager in Heidelberg (dessen lateinischer Name unbekannt ist) entwickelte sich ein florierendes Töpfereizentrum.
Im 3. Jahrhundert wurden die Römer von den Alamannen verdrängt. Der Germanenstamm durchbrach ab 233 den Limes und fiel in römisches Territorium ein. Auch im Heidelberger Raum häuften sich Überfälle und Brandschatzungen. Nach 260 mussten sich die Römer an den Rhein zurückziehen, und die Alamannen ließen sich schließlich im römischen Grenzland im Gebiet des heutigen Südwestdeutschlands nieder.

### Frankenreich und Christianisierung

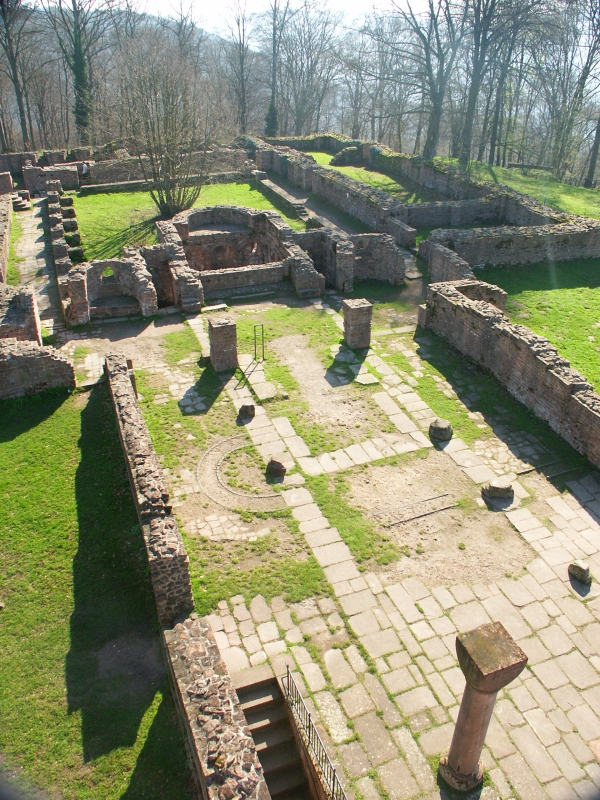
Ruinen des Michaelsklosters auf dem Heiligenberg

Über die Geschichte der folgenden Jahrhunderte in Heidelberg ist wenig bekannt. Durch den Sieg des Merowingerkönigs Chlodwig I. über die Alamannen im Jahr 506 wurde Heidelberg aber schließlich zu einem Teil des Frankenreichs und gehörte dem Lobdengau an. Sichtbarste Folge der neuen Herrschaft war die Christianisierung des Gebiets. Im 8. Jahrhundert entwickelte sich das nahegelegene Kloster Lorsch zu einem wichtigen politischen Zentrum, welches mit dem Bistum Worms um die Vorherrschaft der Region rang. Um seinen Einfluss im Heidelberger Raum zu festigen, ließ der Lorscher Abt Thiotroch im Jahr 870 auf dem Heiligenberg an der Stelle des alten Mercuriustempels das Michaelskloster als Filialkloster gründen. Zwei Jahrhunderte später folgte auf dem Michelsberg, dem Vorberg des Heiligenbergs, eine weitere Filiale, das Stephanskloster. Im Jahr 1130 entstand das Stift Neuburg am Fuße des Berges.
Viele der Dörfer Heidelbergs entstanden schon zur Frankenzeit im 6. Jahrhundert. Erstmals urkundlich erwähnt werden sie im 8. Jahrhundert im Lorscher Codex – Neuenheim und Handschuhsheim im Jahr 765, Rohrbach 766, Wieblingen und Kirchheim 767 sowie Bergheim im Jahr 769. Damit sind die Stadtteile Heidelbergs, die auf diese Dörfer zurückgehen, um mehrere Jahrhunderte älter als die Stadt selbst.

## Heidelberg im Mittelalter

### Anfänge Heidelbergs

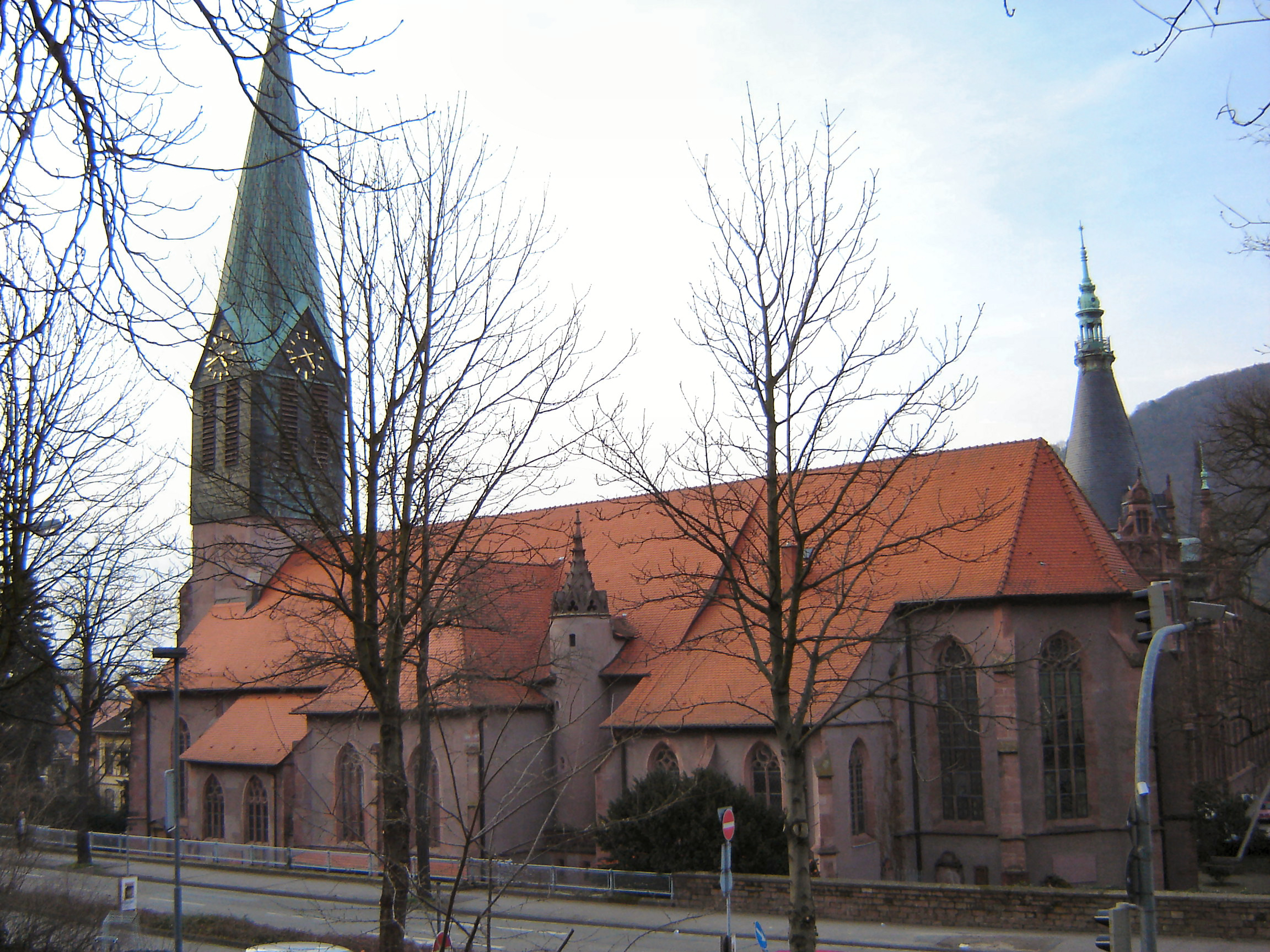
Die Peterskirche ist das älteste Gotteshaus der Heidelberger Altstadt.

Der Name Heidelberch wird erstmals in einer Urkunde des Klosters Schönau aus dem Jahr 1196 erwähnt. Zu jener Zeit befand sich der Ort noch im Besitz des Bistums Worms. Eine Burg am Nordhang des Königstuhls war aber wohl schon Ende des 11. oder Anfang des 12. Jahrhunderts erbaut worden. Unklar ist, ob diese erste Burg ein Vorgängerbau des heutigen Heidelberger Schlosses auf dem Jettenbühl war, oder ob sie sich auf der Molkenkur an einer höheren Stelle des Berghangs befand und der Vorgängerbau des Schlosses erst im 13. Jahrhundert entstand. Sicher ist jedenfalls, dass das heutige Schloss durch zahlreiche Umbauten und Erweiterungen nichts mehr mit der ersten Bauphase gemein hat. Unterhalb der Burg lag ein kleiner Burgweiler im Bereich um die Peterskirche, das älteste Gotteshaus der Heidelberger Altstadt.
Der Name Heidelberg (auch Heydelberg) bezeichnete ursprünglich die Burg und wurde später auf die Stadt übertragen, die Etymologie ist indes nicht gänzlich geklärt. Der „Berg“ im Namen dürfte sich auf den Königstuhl beziehen. Der erste Bestandteil könnte sich vom Landschaftsbegriff „Heide“ herleiten, welches so viel wie freies Land im Sinne von unbewohnte Gemeindefläche bedeutet. Auch die neuzeitliche Verwendung von Heide im Sinne einer unbewaldeten Fläche lässt sich begründen, da die frühesten Abbildungen des Königstuhls dessen Spitze unbewaldet darstellen. Weniger wahrscheinlich ist hingegen, dass der Heidelberg von „Heidenberg“ abgeleitet ist und sich auf die keltische und römische Götterverehrung auf dem Heiligenberg bezieht. Auch die Herleitung vom althochdeutschen Personennamen Heidilo ist mittlerweile verworfen worden. Eine Ableitung des Stadtnamens von der Frucht Heidelbeere ist Legende und auch deshalb kaum wahrscheinlich, weil die entsprechende Bezeichnung im dortigen Dialekt nicht bekannt ist und dort Blaubeere heißt.

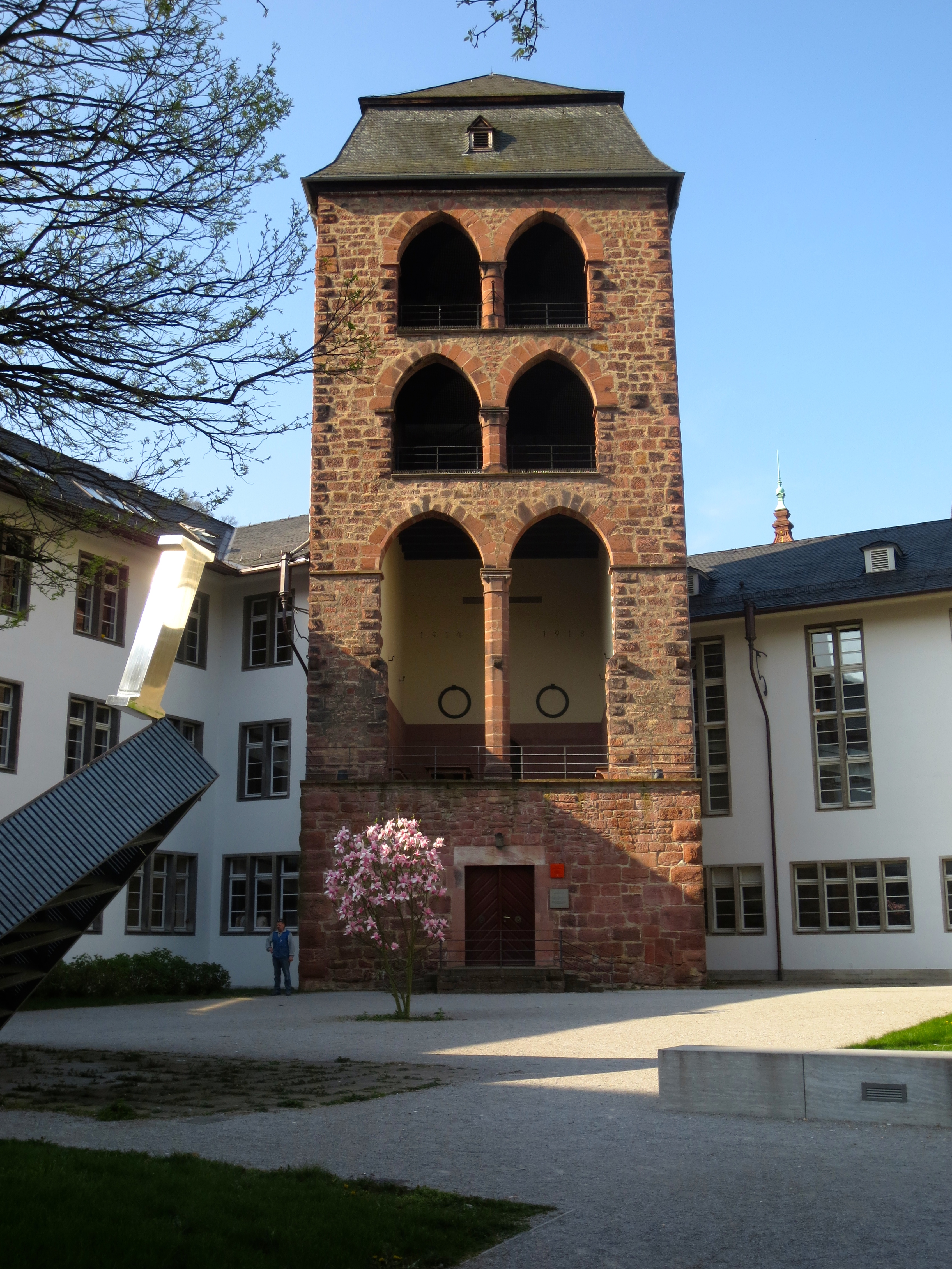
Der Hexenturm im Innenhof der Neuen Universität ist das einzige Überbleibsel der mittelalterlichen Stadtmauer

Die eigentliche Stadt Heidelberg wurde erst später planmäßig im Bereich zwischen Königstuhl und Neckar angelegt. Ging man lange davon aus, dass Heidelberg zwischen 1170 und 1180 gegründet wurde, legen jüngere Befunde nahe, dass die Stadtgründung erst um 1220 stattfand. Der rechtwinklige Grundriss mit drei parallel zum Fluss verlaufenden Straßen und verbindenden Quergassen sowie dem Marktplatz im Zentrum ist bis heute erhalten geblieben. Diese Stadtanlage nahm den östlichen, als Kernaltstadt bekannten Teil der heutigen Altstadt bis zur Grabengasse ein. Sie war von einer Stadtmauer umgeben, von der nur noch der sogenannte Hexenturm im Hof der Neuen Universität übriggeblieben ist. Eine Brücke über den Neckar wird erstmals 1284 erwähnt. Obwohl sie noch lange die Hauptkirche Heidelbergs bleiben sollte, lag die Peterskirche mit dem umgebenden alten Burgweiler, später Bergstadt genannt, bis ins 18. Jahrhundert hinein außerhalb der Stadtgrenze.

### Aufstieg zur Residenzstadt der Kurpfalz
Kaiser Friedrich I. Barbarossa hatte 1156 seinen Halbbruder Konrad den Staufer zum Pfalzgrafen bei Rhein ernannt. Pfalzgrafen gab es bereits in fränkischer Zeit, ursprünglich handelte es sich bei den Pfalzgrafen um leitende königliche Amtsträger bei Hofe mit vorwiegend administrativen und richterlichen Aufgaben. Unter Konrad wurde nun das nördliche Oberrheinland zum Zentrum der Pfalzgrafschaft, die sich mit der Zeit zu einem größeren Territorialstaat innerhalb des Heiligen Römischen Reichs entwickelte. Nach kurzer Herrschaft der Welfen ging das Amt 1214 an die Dynastie der Wittelsbacher. Im Jahr 1225 erhielt der Pfalzgraf bei Rhein das vormals Wormser Heidelberg als Lehen.
Zu Beginn ihrer Herrschaftszeit hatten die Pfalzgrafen keine feste Residenz, sondern hielten sich an verschiedenen Orten ihres Herrschaftsgebietes auf. Doch bereits unter Ludwig II. (1253–1294) hatte Heidelberg den Charakter einer Residenzstadt entwickelt. Als im 14. Jahrhundert die traditionelle Reiseherrschaft aufgegeben wurde, setzte sich Heidelberg als Residenz durch.
Im Hausvertrag von Pavia wurde 1329 das Wittelsbacher Herrschaftsgebiet zwischen einer pfälzischen und einer bayrischen Linie geteilt. Die Kurwürde, das Recht zur Wahl des römisch-deutschen Königs, sollte laut dem Vertrag zwischen den beiden Linien wechseln. In der Goldenen Bulle erhielten 1356 aber nur die Pfalzgrafen bei Rhein die Kurwürde. Von nun an waren sie als Kurfürsten von der Pfalz bekannt und gehörten zu den einflussreichsten deutschen Herrschern. In der Folgezeit ging man dazu über, ihr Herrschaftsgebiet als Kurpfalz zu bezeichnen.

### Universitätsgründung

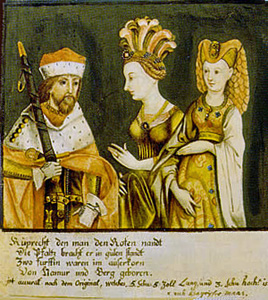
Kurfürst Ruprecht I. von der Pfalz mit seinen beiden Frauen Elisabeth von Namur und Beatrix von Berg

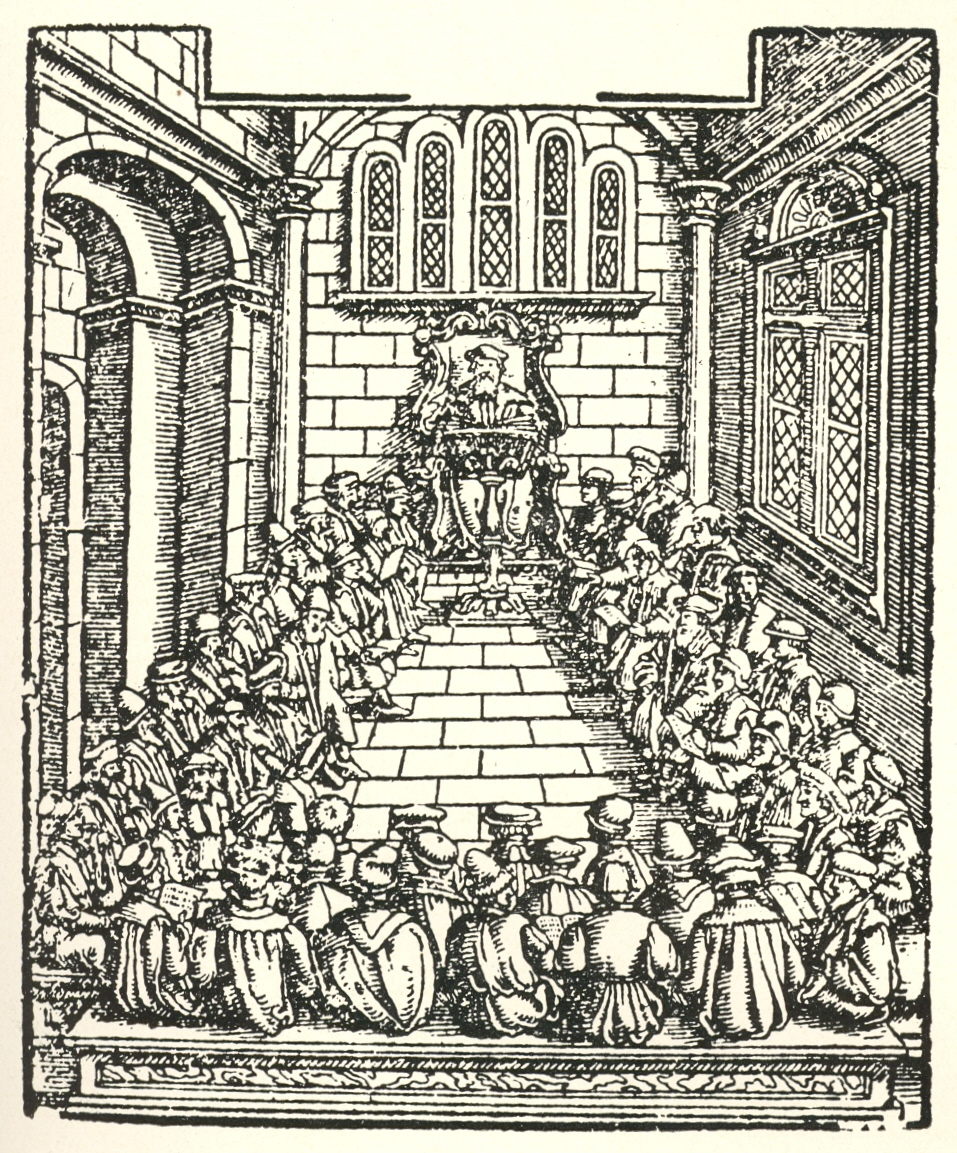
Hohe Schul zu Heydelberg. Holzschnitt aus der Cosmographia des Sebastian Münster, 1544.

Im Jahr 1386 gründete Kurfürst Ruprecht I. die Universität Heidelberg. Nach den Universitäten Prag (gegründet 1348) und Wien (1365) war sie erst die dritte Hochschule im Heiligen Römischen Reich, von den Universitäten in der heutigen Bundesrepublik Deutschland ist sie die älteste. Durch die Gründung der Universität erfuhr Heidelberg eine Bedeutungssteigerung, nicht zuletzt trug sie dazu bei, Heidelberg als Residenzstadt der Kurpfalz zu etablieren. Als Motivation für die Universitätsgründung mögen zum einen politische Ambitionen Ruprechts eine Rolle gespielt haben, konnte er doch durch die Förderung der Wissenschaft Heidelberg und der Kurpfalz erhebliche Reputation verschaffen und zugleich den für die Verwaltung seines Herrschaftsgebiets nötigen Nachwuchs an Geistlichen, Medizinern, Juristen und Lehrern ausbilden lassen. Ein gewichtiger Grund war aber auch, dass deutsche Akademiker nach dem Großen Abendländischen Schisma nicht mehr an der Pariser Sorbonne, der führenden europäischen Universität des Mittelalters, studieren konnten, weil Deutschland zu Papst Urban VI. in Rom hielt, während in Frankreich der Avignoner Gegenpapst Clemens VII. unterstützt wurde.
Obwohl die Stadt am Neckar zum Zeitpunkt der Universitätsgründung mit gerade einmal 5000 Einwohnern für eine Universitätsstadt bemerkenswert klein und zudem ohne jegliche akademische Tradition war und ihr in der Folgezeit andere Universitätsgründungen wie etwa in Köln (1388) Konkurrenz machten, konnte sich die Heidelberger „Hohe Schule“ als mittelgroße Universität behaupten. Die Universität besaß eine eigene Gerichtsbarkeit, ihre Angehörigen genossen zahlreiche Privilegien. Zwischen der Stadtbevölkerung und den Studenten der Universität kam es im Laufe des 15. Jahrhunderts mehrfach zu gewaltsamen Auseinandersetzungen. Regelrechte Ständekämpfe, wie sie in den großen Reichsstädten an der Tagesordnung waren, blieben in Heidelberg aber aus.

### Stadterweiterung und folgende Entwicklung
Unter Kurfürst Ruprecht II. erfolgte in Heidelberg im Jahr 1392 eine umfangreiche Stadterweiterung. Die westliche Stadtgrenze wurde bis auf die Höhe des heutigen Bismarckplatzes vorgeschoben, die Fläche Heidelbergs somit verdoppelt. In die neu geschaffene Vorstadt wurden die Einwohner des Dorfes Bergheim zwangsumgesiedelt. Das Stadtgebiet hatte nun eine Ausdehnung erhalten, die der heutigen Altstadt entspricht und bis ins 19. Jahrhundert Bestand haben sollte. Der Bereich der Vorstadt blieb aber lange sehr locker bebaut. Zugleich mit der Stadterweiterung vertrieb man die seit dem 13. Jahrhundert in der Stadt ansässigen Juden aus Heidelberg. Ihre Synagoge wurde in eine Marienkapelle umgewandelt, die zugleich auch als Auditorium der Universität diente.

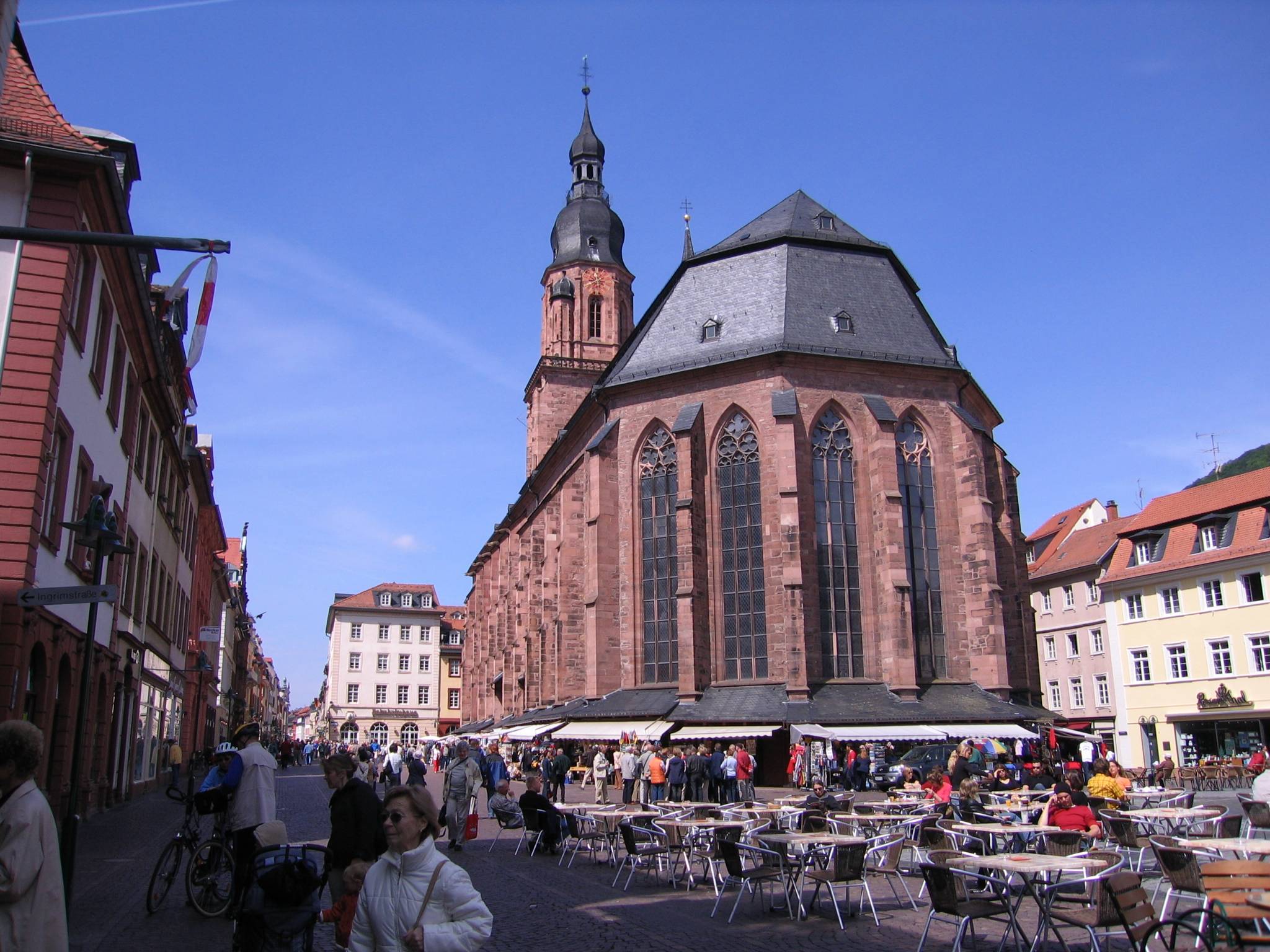
Die Heiliggeistkirche ist die sichtbarste Hinterlassenschaft der Herrschaftszeit Ruprechts III.

Im Jahr 1400 wurde Kurfürst Ruprecht III. als erster und einziger Kurfürst der Pfalz zum römisch-deutschen König gewählt. Wenn auch Ruprechts Reichspolitik nicht immer vom Glück begünstigt war, profitierte seine Residenzstadt Heidelberg von der Königswürde. Am Heidelberger Schloss entstand der Ruprechtsbau, der älteste erhaltene Teil des Schlosses. Auch ließ Ruprecht die Kapelle auf dem Marktplatz zur repräsentativen Heiliggeistkirche ausbauen. Die Heiliggeistkirche löste die Peterskirche als Pfarrkirche ab und wurde zur Grablege der Pfälzer Kurfürsten. Ruprechts Nachfolger Ludwig III. vermachte dem Heilig-Geist-Stift seine Privatbibliothek und schuf somit den Grundstock für die berühmte Bibliotheca Palatina, die auf den Emporen der Kirche aufbewahrt wurde.
Kurfürst Friedrich I. (1451–1476), im Volksmund als „Pfälzer Fritz“ bekannt, vergrößerte in mehreren erfolgreichen Kriegszügen, die ihm den Beinamen „der Siegreiche“ einbrachten, das Territorium der Kurpfalz und führte an der Universität Heidelberg Reformen durch. Unter ihm und seinem Nachfolger Philipp (1476–1508) wurde die Universität zu einer Hochburg des Renaissance-Humanismus, an der Gelehrte wie Peter Luder, Johann XX. von Dalberg oder Rudolf Agricola wirkten. Zwar verließ Luder Heidelberg bald wieder, doch seine Antrittsrede über die Studia humanitatis im Jahr 1456 gilt als Anfangsdatum des Humanismus in Deutschland.
Trotz Hofadel und Akademikern blieb Heidelberg im Mittelalter eine eher agrarisch orientierte Ackerbürgerstadt. Die Bürgerschaft war in zehn Zünften organisiert, von denen die der Winzer die größte Zunft war.

## Reformation und Kriege

### Luthertum und Calvinismus

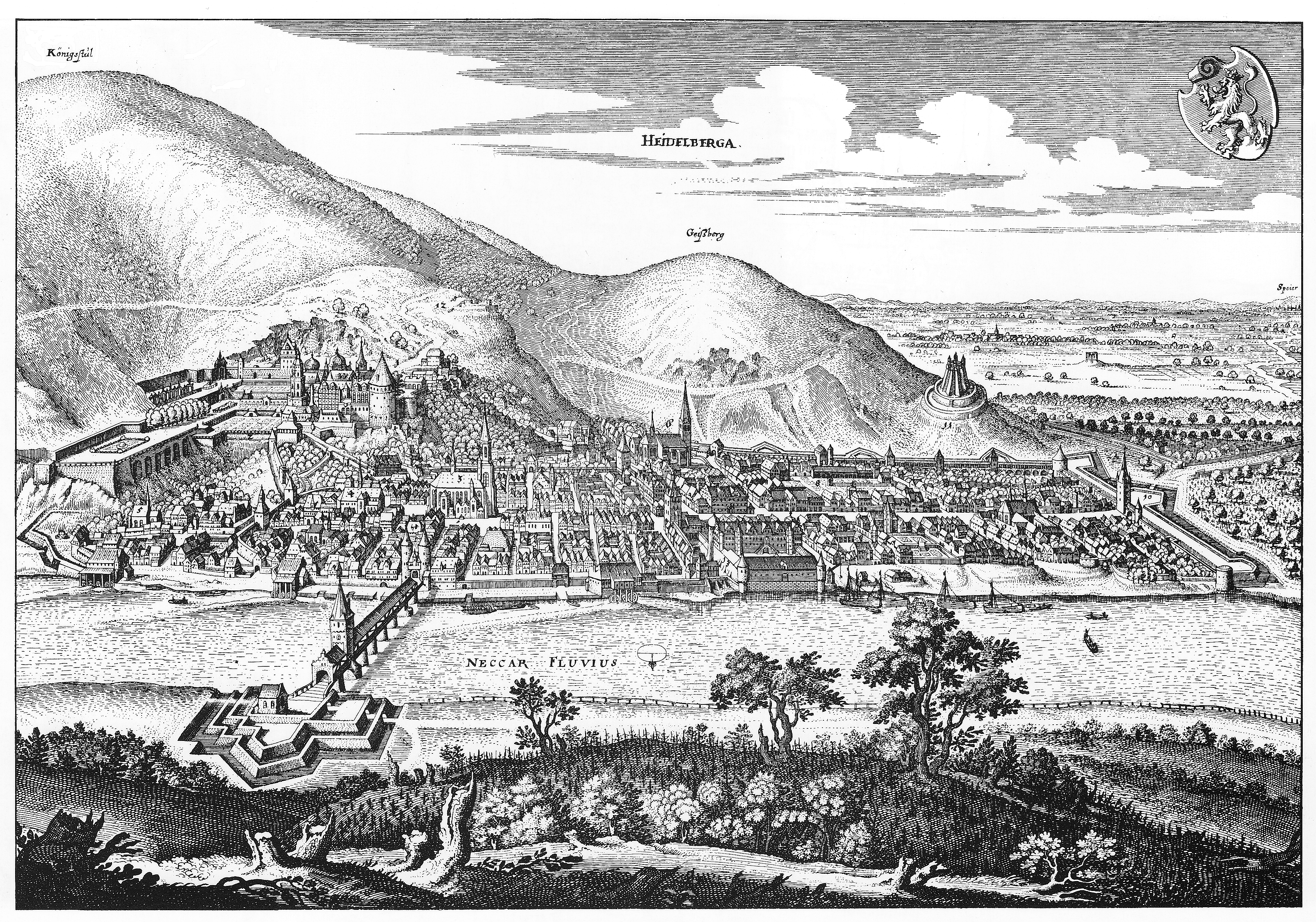
Große Stadtansicht Heidelbergs 1645 (Kupferstich Matthäus Merians)

Martin Luthers Auftritt bei der Heidelberger Disputation des Jahres 1518 half, die Ideen der Reformation deutschlandweit bekannt zu machen. Auch am Kurpfälzer Hof verbreitete sich das Gedankengut Luthers. Die Kurpfalz war indes nicht aktiv am Reformationsgeschehen beteiligt, wenn auch die Pfälzer Kurfürsten der reformatorischen Bewegung schon in der ersten Hälfte des 16. Jahrhunderts zumindest duldeten. Kurfürst Friedrich II. (1544–1556) ging zwischenzeitlich zu einer reformatorischen Politik über, musste aber auf Druck des Kaisers zum Katholizismus zurückkehren. Erst unter Kurfürst Ottheinrich (1556–1559) wurde die Kurpfalz dann endgültig lutherisch. Ottheinrich löste die Universität Heidelberg vom Einfluss der katholischen Kirche und vereinigte die Buchbestände der Universität, der Stiftsbibliothek in der Heiliggeistkirche und der Schlossbibliothek der Kurfürsten zur Bibliotheca Palatina. Auch führte er durch die Errichtung des Ottheinrichsbaus, des ersten Renaissance-Bauwerks in Deutschland, den unter seinen Vorgängern begonnenen Umbau der kurfürstlichen Residenz von einer eher schmucklosen Burg zum prunkvollen Schloss fort.
Nach der Einführung des Luthertums durch Ottheinrich wechselte die Kurpfalz nach dem Grundsatz cuius regio, eius religio („wessen Herrschaft, dessen Religion“) bis ins 18. Jahrhundert insgesamt siebenmal die Konfession. Ottheinrichs Nachfolger Friedrich III. (1559–1576) wandte sich dem Calvinismus zu. Er machte die Kurpfalz zu einem streng calvinistischen Staat, in dessen Kirchen ein strenges Bilderverbot herrschte und das Fluchen unter Strafe stand. Die Bedeutung Heidelbergs als Hochburg des reformierten Glaubens wird am 1563 entstandenen Heidelberger Katechismus, einem bis heute wegweisenden Glaubenskenntnis der Calvinisten, deutlich. Unter dem nächsten Kurfürsten Ludwig VI. (1576–1583) kehrte Heidelberg zwischenzeitlich zum lutherischen Protestantismus zurück, ehe der Administrator Johann Casimir (1583–1592) wieder den Calvinismus einführte. Bei jedem Wechsel wurde die Universität dabei von nicht genehmen Professoren gesäubert. Friedrich IV. (1592–1610) erbaute den nach ihm benannten Friedrichsbau auf dem Heidelberger Schloss.

### Dreißigjähriger Krieg

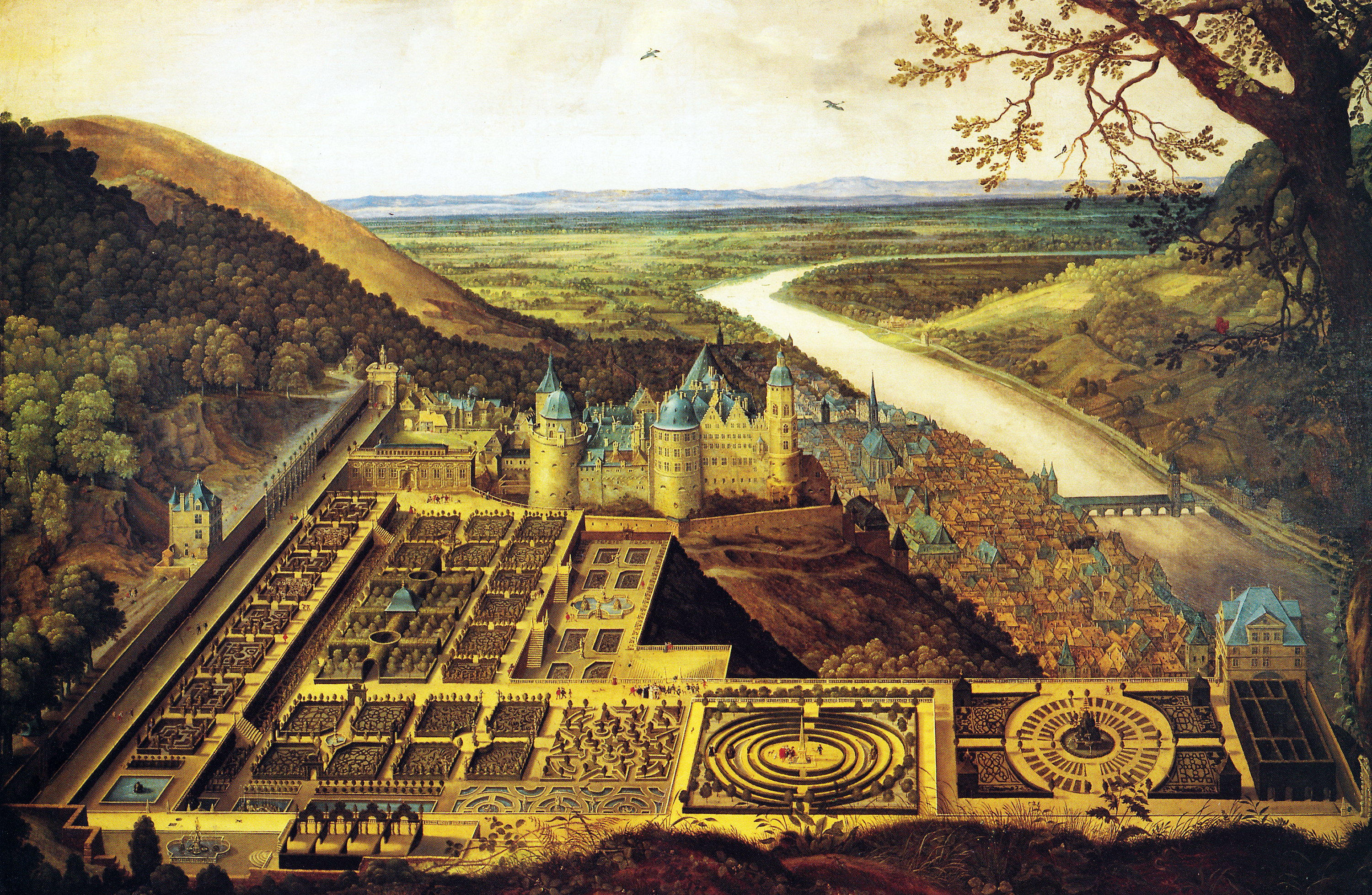
Der Hortus Palatinus und das Heidelberger Schloss vor seiner Zerstörung, auf einem Ölgemälde von Jacques Fouquières

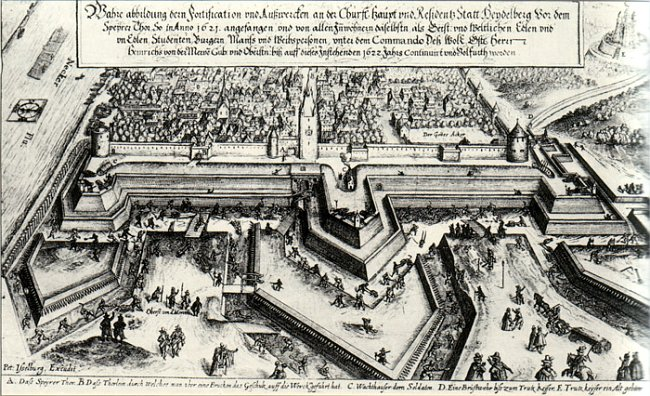
Die Befestigungsanlage am Speyerer Tor nach einem Kupferstich aus dem Jahr 1622, Reproduktion

Unter der Herrschaft von Kurfürst Friedrich V. (1610–1623) erlebte Heidelberg zunächst eine Zeit höfischer Prachtentfaltung. Um seiner Gattin, der englischen Königstochter Elisabeth Stuart, ein standesgemäßes Hofleben bieten zu können, ließ Friedrich das Heidelberger Schloss umgestalten. Den Auftakt bildete die Fertigstellung des frühbarocken Englischen Baus und des Elisabethentors im Stückgarten. Wenig später wurde begonnen, den berühmten Hortus Palatinus, eine prachtvolle Schlossgartenanlage nach französischen und italienischen Vorbildern, anzulegen – allerdings kam es nie zu dessen Vollendung.
Auf politischem Terrain sollte aber die Herrschaft Friedrichs in einem Debakel enden. Als Führer der protestantischen Union versuchte er die Kurpfalz zur protestantischen Vormacht im Heiligen Römischen Reich zu machen. Nach dem Prager Fenstersturz, der im Jahr 1618 den Dreißigjährigen Krieg auslöste, setzten die böhmischen Stände den Katholiken Ferdinand II. ab und wählten Friedrich am 26. August 1619 zum böhmischen König. Friedrich hatte gezögert, die Krone anzunehmen, weil er befürchtete, sich gegen die Habsburger militärisch nicht durchsetzen zu können. Tatsächlich konnte er seine Herrschaft nur dreizehn Monate behaupten, und so ging er auch unter dem Spottnamen „Winterkönig“ in die Geschichte ein. Am 8. November 1620 unterlag er in der Schlacht am Weißen Berg den Truppen des Kaisers und der katholischen Liga und musste ins Exil in die Niederlande fliehen. Der Kaiser entzog Friedrich V. die Kurwürde und übertrug sie auf Herzog Maximilian von Bayern.

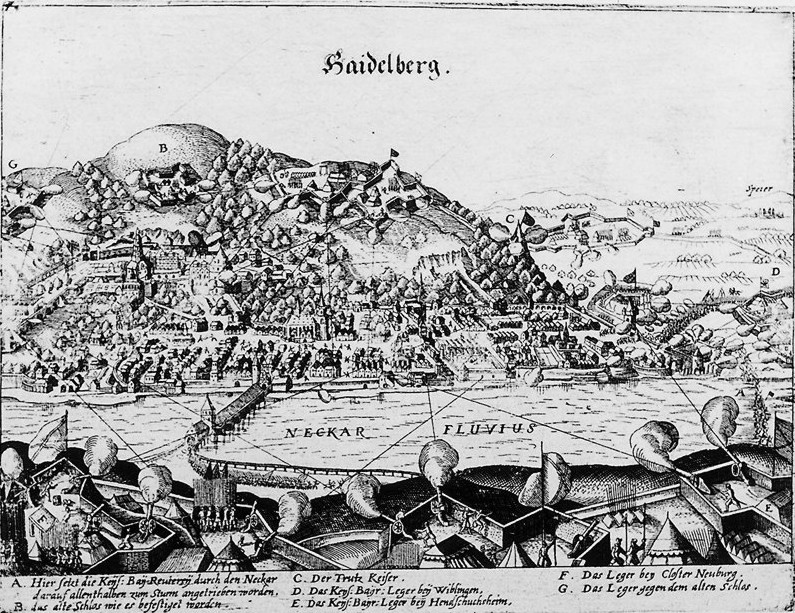
Einnahme Heidelbergs durch die Truppen Tillys am 19. September 1622

Im Sommer 1621 ging das Heer des Feldherrn Tilly unterstützt von spanischen Truppen daran, die Kurpfalz zu erobern. Nach einer fast drei Monate währenden Belagerung, deren Spuren auch archäologisch nachweisbar sind, gelang am 19. September 1622 die Eroberung Heidelbergs. Die rechtsrheinische Kurpfalz fiel unter bayrische Besatzung, während der linksrheinische Teil spanisch wurde. Während der Besatzungszeit wurden der Katholizismus zwangseingeführt und die Universität aufgelöst. Die Bibliotheca Palatina wurde auf Veranlassung Maximilians nach Rom verfrachtet und Papst Gregor XV. geschenkt. Bis heute wird sie in der Vatikanischen Bibliothek aufbewahrt. 1630 griffen die Schweden in den Krieg ein und eroberten bis Ende 1632 den größten Teil der Kurpfalz, was der vertriebene Kurfürst Friedrich noch kurz vor seinem Tod im November des Jahres in Mainz erfuhr. Heidelberg selbst eroberten die Schweden erst im Mai 1633, dadurch wurde es für kurze Zeit wieder protestantisch. Als Administrator setzten die Schweden Ludwig Philipp ein, den Bruder des verstorbenen Kurfürsten. Nach der Schlacht bei Nördlingen im September 1634 brach die schwedische Herrschaft in Süddeutschland aber wieder zusammen. Die Truppen der Katholischen Liga eroberten bald darauf Heidelberg zurück und belagerten Dezember 1634 das Schloss, als französische Truppen unter dem Marschall de la Force sie kampflos zum Abzug brachten, unter dem Vorwand, sie würden nicht die Liga, sondern nur den Ligakommandanten Karl von Lothringen als abtrünnigen Lehensmann ihres Königs bekämpfen. Kaiserliche und bayerische Truppen nahmen Stadt und Schloss im Juli 1635 endgültig wieder ein, die bayerischen Truppen blieben anschließend bis Herbst 1649 in der Stadt.
Im Westfälischen Frieden, der 1648 den Dreißigjährigen Krieg beendete, erhielt Friedrichs Sohn Karl I. Ludwig die verkleinerte Pfalz und die aberkannte, als neugeschaffene achte Kurwürde zurück. Jedoch hatten die Herrscher der Kurpfalz viel von ihrem vormaligen politischen Gewicht eingebüßt, standen sie doch nun nur noch an letzter Stelle in der Reihe der Kurfürsten und mussten auf das Erztruchsessenamt verzichten. Nachdem der im englischen Exil aufgewachsene Karl Ludwig im Oktober 1649 in Heidelberg eingezogen war, veranlasste er den Wiederaufbau der durch den Krieg verwüsteten Stadt und siedelte Zuwanderer aus reformierten Gebieten, darunter der Schweiz, an. Karl Ludwig setzte sich für einen Ausgleich der Religionen ein und erkannte das lutherische und das reformierte Bekenntnis als gleichberechtigt an. Im Jahr 1652 konnte die während der bayrischen Besatzung aufgelöste Universität wieder eröffnet werden. Die Berufung des Juristen Samuel von Pufendorf brachte der Hochschule Renommee ein, wenn auch der Versuch, Baruch de Spinoza für die Universität Heidelberg zu gewinnen, erfolglos war.

### Pfälzischer Erbfolgekrieg

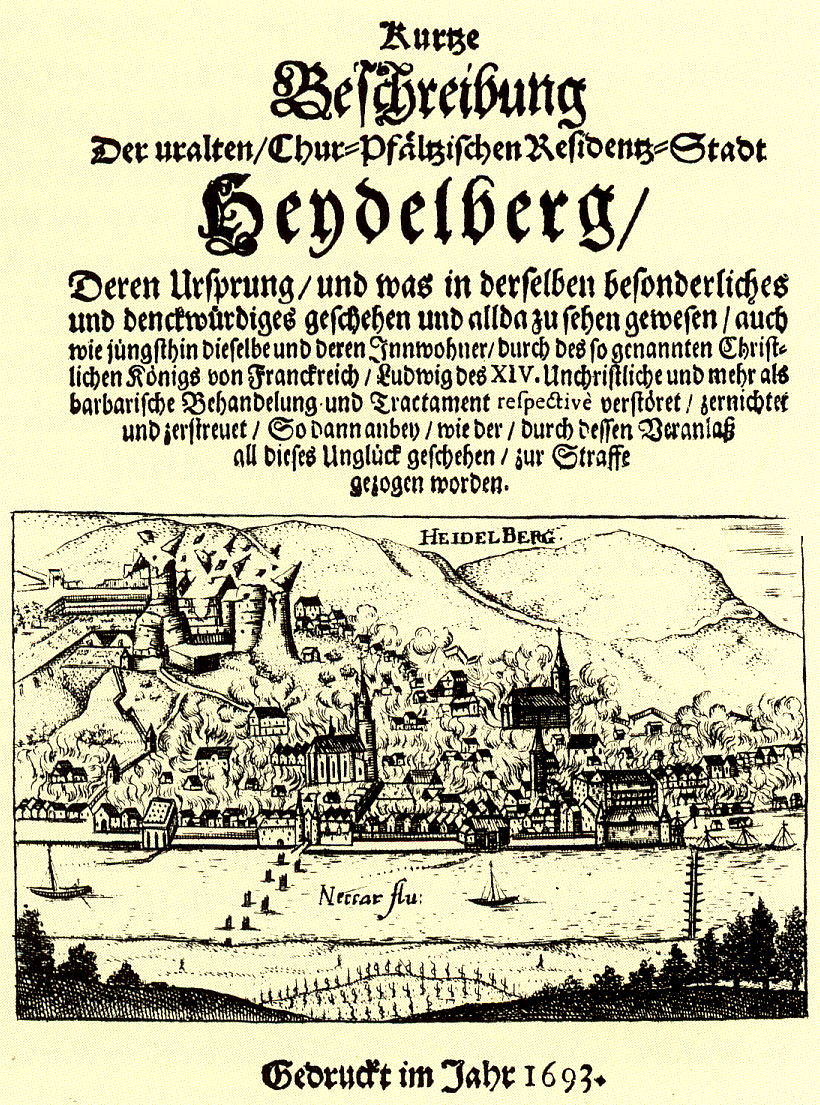
Zeitgenössischer Druck zur Zerstörung Heidelbergs aus dem Jahr 1693

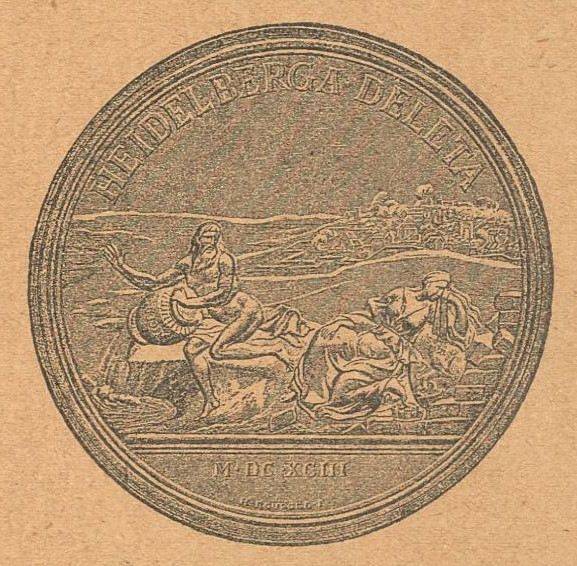
Triumph der Zerstörung

Im Jahr 1671 verheiratete Karl Ludwig seine Tochter Elisabeth Charlotte (besser bekannt als Liselotte von der Pfalz) aus politischen Gründen mit dem französischen Herzog Philipp I. von Orléans, einem Bruder des „Sonnenkönigs“ Ludwig XIV. Karl Ludwigs politisches Kalkül sollte sich aber als fatale Fehleinschätzung erweisen. Denn nachdem sein Sohn und Nachfolger Karl II. 1685 kinderlos verstarb, erlosch die Linie Pfalz-Simmern des Hauses Wittelsbach. Die Kurfürstenwürde ging nun auf Philipp Wilhelm, einen Vertreter der katholischen Seitenlinie Pfalz-Neuburg, über. Für den französischen König Ludwig XIV. war dies ein willkommener Anlass, mit Verweis auf seine Schwägerin Elisabeth Charlotte das Erbe der Kurpfalz für sich geltend zu machen. Aus den französischen Ansprüchen resultierte der Pfälzische Erbfolgekrieg (1688–1697), der sich zu einem gesamteuropäischen Kabinettskrieg auswuchs.
Für Heidelberg war der Pfälzische Erbfolgekrieg besonders verheerend, denn die Stadt wurde zweimal von französischen Truppen unter Ezéchiel de Mélac eingenommen und verwüstet. Die Franzosen führten den Krieg, neuen kriegstheoretischen Überlegungen folgend, als planmäßigen Vernichtungsfeldzug und gingen gezielt mit enormer Brutalität vor. Die erste Eroberung im Oktober 1688 war noch verhältnismäßig harmlos, wenn auch das Rathaus und der Dicke Turm auf dem Schloss gesprengt wurden. Zwischenzeitlich mussten die Franzosen sich wieder hinter den Rhein zurückziehen, doch stießen sie 1693 wieder in die Pfalz vor und nahmen Heidelberg erneut ein. Diesmal wurde die gesamte Stadt in Schutt und Asche gelegt. Nur wenige Gebäude wie das Haus zum Ritter überstanden die Zerstörung. Das Schloss wurde zur Ruine, als die Franzosen seine Türme und Mauern sprengten.

## Wiederaufbau und Residenzverlust

### Wiederaufbau

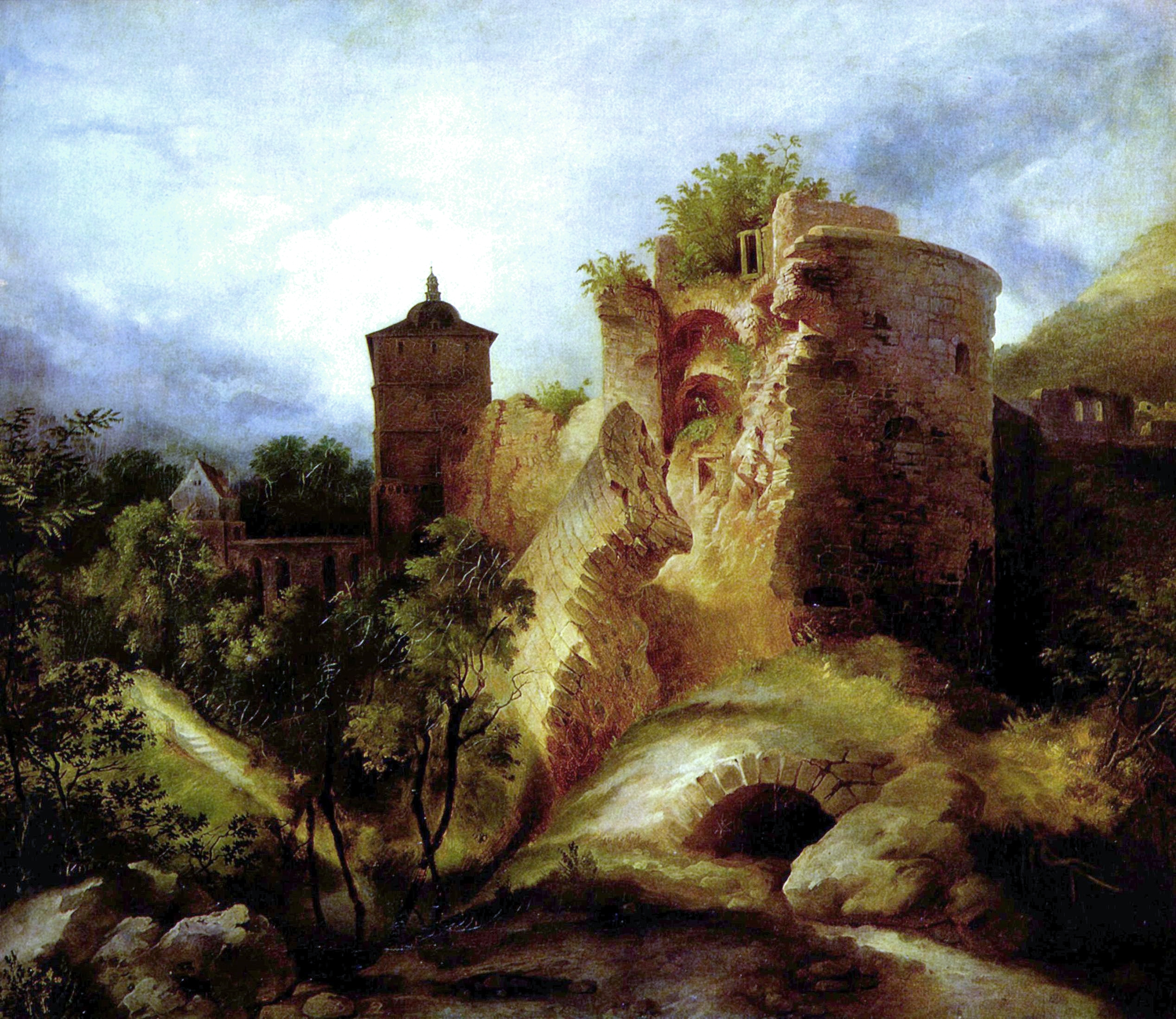
Das zerstörte Heidelberger Schloss, hier ein Gemälde von Carl Blechen, entsprach kaum mehr dem Geschmack der Kurfürsten

Nachdem der Frieden von Rijswijk 1697 den Pfälzischen Erbfolgekrieg beendet hatte, begann unter der Ägide von Kurfürst Johann Wilhelm der Wiederaufbau Heidelbergs. Man behielt den alten Grundriss bei und baute auf den Fundamenten der zerstörten Gebäude neue Häuser im Barockstil. Bis heute hat die Stadt dieses Gesicht als Barockstadt auf mittelalterlichem Grundriss bewahrt. Zwar herrschte seit dem Westfälischen Frieden Religionsfreiheit, doch förderten die nunmehr katholischen Kurfürsten den Katholizismus und siedelten in Heidelberg Jesuiten an. In der Altstadt entstand ein ganzes Jesuitenviertel mit Jesuitenkirche, -kolleg und -gymnasium. Durch die Gegenreformation konvertierte schließlich ein Drittel der Bevölkerung Heidelbergs zum katholischen Glauben. An die Rekatholisierung der Stadt erinnern die Mariensäule auf dem Kornmarkt und die zahlreichen Madonnenstatuen an den Häusern der Altstadt, mit denen wohlhabende katholische Bürger ihr Bekenntnis dokumentierten. In vielen reformierten und lutherischen Kirchengebäuden, die nunmehr als Simultankirchen von den Katholiken mitbenutzt wurden, baute man Trennwände. In der Heiliggeistkirche etwa wurde eine solche erst 1936 wieder entfernt.

### Verlust der Residenz

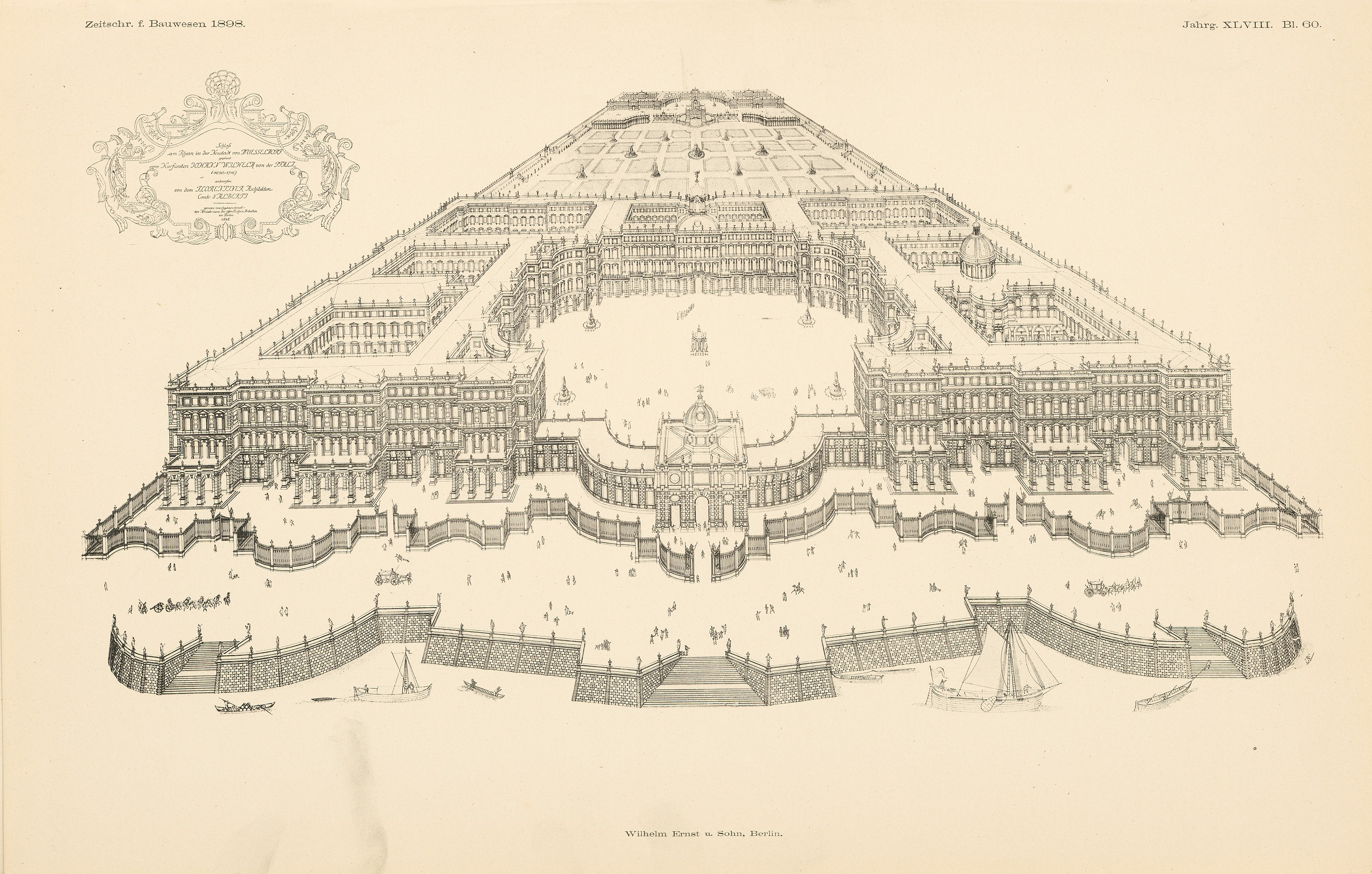
Albertis nicht verwirklichter Plan eines Schlossneubaus

Weil das zerstörte Schloss unbewohnbar war, residierte Johann Wilhelm die meiste Zeit in Düsseldorf, teils auch in Weinheim. Das Heidelberger Schloss entsprach derweil kaum mehr dem barocken Zeitgeschmack, der großzügige Schlossanlagen nach dem Vorbild von Versailles bevorzugte. Der Kurfürst hatte sich bereits von seinem Hofarchitekten Matteo Alberti Pläne für eine solche Residenz ausarbeiten lassen, die in der Ebene im heutigen Stadtteil Bergheim entstehen sollte. Der Plan scheiterte aber daran, dass die Heidelberger Bürgerschaft sich weigerte, den Schlossbau zu finanzieren.
Johann Wilhelms jüngerer Bruder und Nachfolger Karl III. Philipp entschloss sich dann, sich eine neue Residenz zu schaffen. Nach einem Streit mit den Heidelberger Protestanten um die evangelische Heiliggeistkirche, die der katholische Kurfürst für sich beanspruchte, verlegte er die Hauptstadt der Kurpfalz im Jahr 1720 endgültig nach Mannheim. Dort ließ er das Schloss Mannheim errichten und die Stadt ausbauen. Mit ihrem geometrischen Grundriss entsprach die „Quadratestadt“ Mannheim weitaus besser dem barocken Zeitgeist und dem Repräsentationsinteresse des Kurfürsten als das mittelalterliche Heidelberg. Bis zur Fertigstellung des Mannheimer Schlosses residierte Karl Philipp provisorisch bis 1728 in Schwetzingen. Heidelberg verlor indes seine Stellung als politisches Machtzentrum und litt auch ökonomisch durch den Weggang des Hofstaats. Auch die Universität sank nach dem Residenzverlust in die Mittelmäßigkeit ab, wenn sie auch 1735 mit der Domus Wilhelmina, heute als Alte Universität bekannt, ein neues Hauptgebäude bekam.

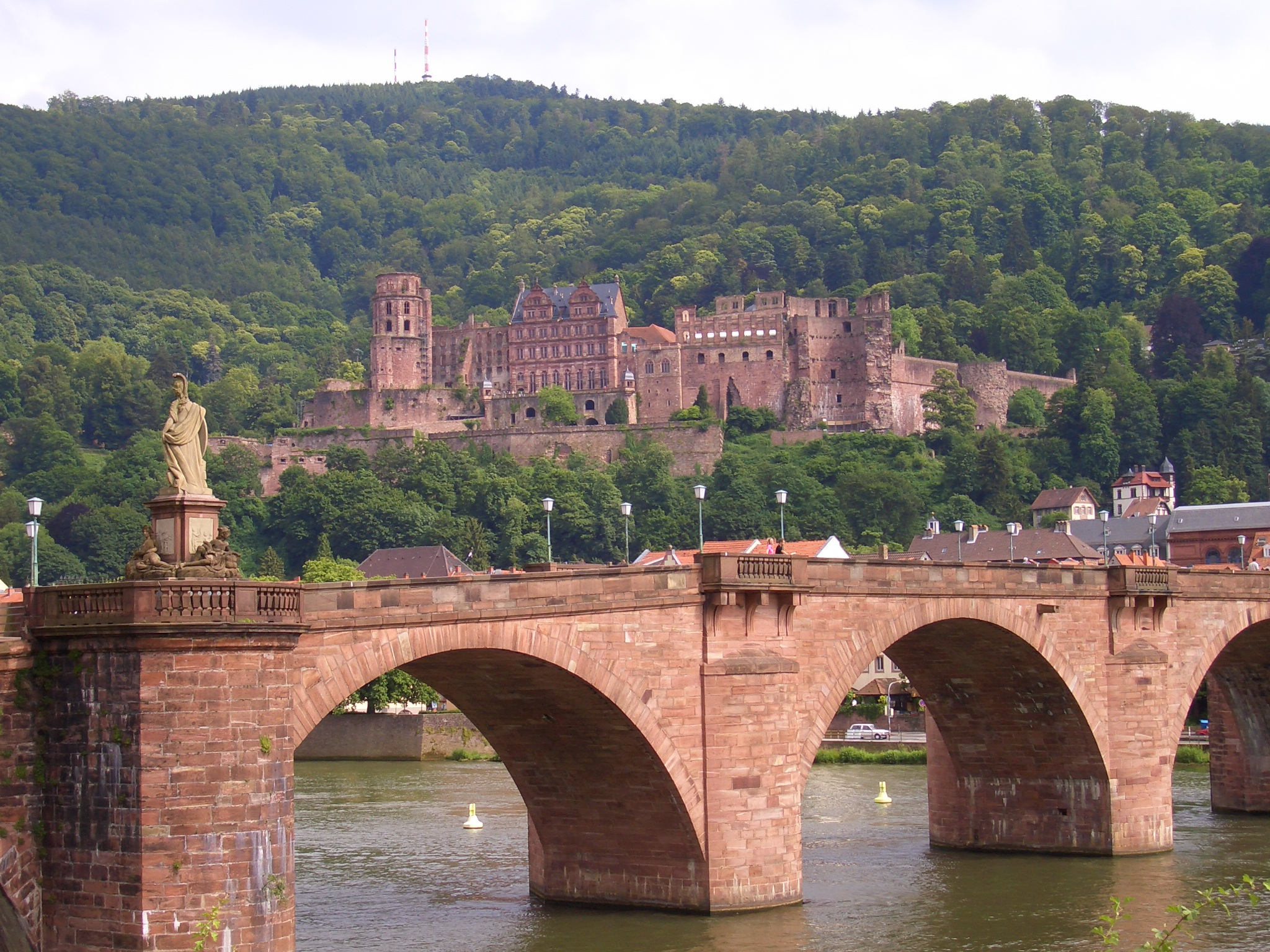
Die Alte Brücke trägt ihren offiziellen Namen nach Kurfürst Karl Theodor

Unter Kurfürst Karl Theodor (1743–1799) erlebte die Kurpfalz eine wirtschaftliche wie kulturelle Blütezeit, von der auch Heidelberg profitierte. Karl Theodor wollte das Heidelberger Schloss instand setzen lassen, um es als Sommerresidenz nutzen zu können. Nach einem verheerenden Blitzschlag im Jahr 1764 wurde die Schlosssanierung aber wieder eingestellt. Auf den Kurfürsten geht auch das neben dem Schloss wohl bekannteste Wahrzeichen Heidelbergs zurück: die 1788 fertiggestellte Karl-Theodor-Brücke, besser bekannt als Alte Brücke. Sie wurde als insgesamt neunte Brücke an dieser Stelle errichtet, nachdem die alte Steinpfeilerbrücke mit hölzernem Oberbau vier Jahre zuvor einem Hochwasser mit Eisgang, bei dem auch Teile der Altstadt zerstört wurden, zum Opfer gefallen war. Als Dank an den Kurfürsten ließ die Bürgerschaft Heidelbergs 1781 das Karlstor erbauen.

## Als Teil Badens

### Ende der Kurpfalz
Nachdem Frankreich im Ersten Koalitionskrieg nach der Revolution von 1789 die linksrheinischen Teile der Pfalz annektiert hatte, endete die Geschichte der Kurpfalz mit dem Reichsdeputationshauptschluss des Jahres 1803 endgültig. Die rechtsrheinischen Gebiete und somit auch Heidelberg wurden dem bald darauf zum Großherzogtum erhobenen Baden zugeschlagen. Im Wiener Kongress von 1815 erhielt das Königreich Bayern die linksrheinische Pfalz (schon seit 1777 war die Kurpfalz in Personalunion von München aus regiert worden), während die badischen Gebietsgewinne bestätigt wurden.
Der badische Großherzog Karl Friedrich (1771–1811) war ein Anhänger der Aufklärung und Förderer der Wissenschaften. Ihm verdankte die Universität Heidelberg ihren Wiederaufstieg zu einer renommierten Bildungsstätte. Karl Friedrich reorganisierte die Universität und machte sie zur staatlich finanzierten Lehranstalt. Die Universität Heidelberg erhielt einen neuen Namen, der neben dem Gründer Ruprecht I. auch an den Reformer Karl Friedrich erinnert: seitdem ist sie als „Ruprecht-Karls-Universität“ oder unter der lateinischen Namensform „Ruperto Carola“ bekannt. Im 19. Jahrhundert lehrten in Heidelberg illustre Namen wie der Philosoph Georg Wilhelm Friedrich Hegel, der Historiker Heinrich von Treitschke, der Chemiker Robert Wilhelm Bunsen sowie die Physiker Hermann von Helmholtz und Gustav Kirchhoff. Das Renommee der Professoren verschaffte der Universität wiederum einen erheblichen Zulauf von Studenten.

### Heidelberger Romantik

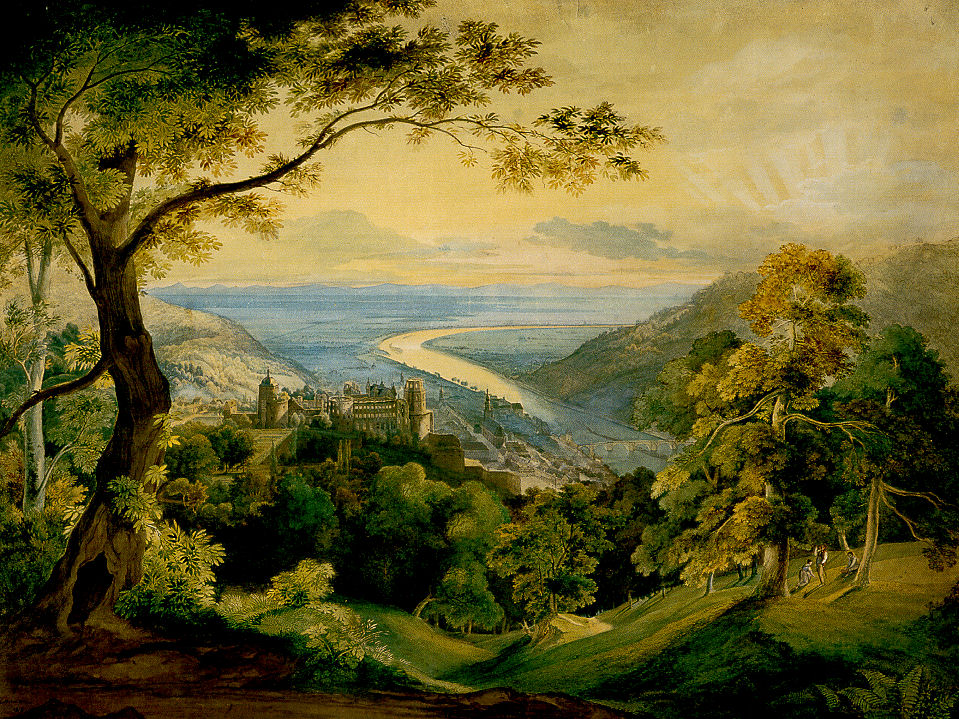
Das Heidelberger Schloss, Gemälde von Karl Rottmann, 1815

Anfang des 19. Jahrhunderts wurde Heidelberg zu einem der wichtigsten Orte der deutschen Romantik. Schon 1798 hatte Friedrich Hölderlin in seiner Ode Heidelberg der Stadt ein Denkmal gesetzt. In der Folge war es neben den landschaftlichen Reizen der Neckarstadt vor allem die Schlossruine, die für Literaten wie Maler der Romantik besonders anziehend wirkte. Nachdem Jena das Zentrum der deutschen Frühromantik gewesen war, formierte sich ab 1804 in Heidelberg eine Gruppe um den Dichter Achim von Arnim und den Schriftsteller Clemens Brentano, deren Wirken als „Heidelberger Romantik“ bekannt ist. Im Bereich der Malerei der Romantik entstand in Heidelberg inspiriert von der Sammlung Boisserée ein Künstlerzirkel um Karl Philipp Fohr, Carl Rottmann und Ernst Fries.
Arnim und Brentano veröffentlichten zwischen 1806 und 1808 in Heidelberg unter dem Titel Des Knaben Wunderhorn eine Sammlung deutscher Volkslieder. Ein weiterer Dichterzirkel entstand um Joseph von Eichendorff, der von 1807 bis 1808 in Heidelberg studierte. An der Heidelberger Universität standen einflussreiche Professoren wie der Rektor Anton Friedrich Justus Thibaut, der Dozent Joseph Görres und der Philologe Friedrich Creuzer der Romantik nahe. Die Auseinandersetzung mit dem Heidelberger Philologen Johann Heinrich Voß, welcher der Romantik ablehnend gegenüberstand und nicht zuletzt Des Knaben Wunderhorn ob der unwissenschaftlichen Methoden der Herausgeber kritisierte, führte aber letzten Endes dazu, dass sich an der Heidelberger Universität der Voßsche Rationalismus durchsetzte und die Heidelberger Romantik zum Erliegen kam.

### Vormärz und Badische Revolution
Während des Vormärzes verbreiteten in der ersten Hälfte des 19. Jahrhunderts sowohl die in Studentenverbindungen organisierten Heidelberger Studenten als auch manche liberal eingestellte Professoren der Universität nationale, liberale und demokratische Ideen. Der Philosoph Ludwig Feuerbach entfaltete eine große Wirkung, als er 1848 in Heidelberg auf Einladung der Studentenschaft religionskritische Vorlesungen hielt. Weil ihm die Universität keine Räume zur Verfügung stellen wollte, musste er auf den Rathaussaal ausweichen.
Während der antijüdischen Hep-Hep-Krawalle, bei denen es zwischen August und Oktober 1819 in über 80 Städten und Ortschaften im Deutschen Bund und über seine Grenzen hinaus zu zahlreichen Ausschreitungen und Vorfällen kam, ereignete sich am 25. August 1819 der Heidelberger Judensturm, bei dem die Angreifer über drei Stunden ohne Einschreiten der Ordnungskräfte die Häuser dreier jüdischer Handwerker verwüsten und plünderten. Erst das Einschreiten von 200 Heidelberger Studenten und des Juristen Anton Thibaut beendeten die Gewaltexzesse, über die in der zeitgenössischen Presse berichtet wurde: „Schaaren von Hepmännern […] durchbrachen mit Aexten, Brecheisen und ähnlichen Instrumenten bewaffnet, an mehreren derselben die Fenster, Läden und Thüren, und drangen so, da sie zu dieser Operation fast drei Stunden lang vollkommen Muße hatten, in die Häuser selbst, wo sie alles, was sie vorfanden, plünderten oder zerschlugen, alles in verschlossenen Pulten vorräthige Geld raubten, Papiere zerrissen, Bette zerschnitten und eine solche Zerstörung anrichteten, daß fast die ganze Straße von Bettfedern, Trümmern der Möblen und dergleichen gefüllt war.“
Unter dem Einfluss der Februarrevolution in Frankreich nahm die deutsche Märzrevolution in Baden ihren Lauf. Am 5. März 1848 versammelten sich im Hotel Badischer Hof liberale und demokratische Politiker aus Südwestdeutschland zur Heidelberger Versammlung der 51. Diese setzte maßgebliche Impulse zum Vorparlament und somit zur Konstituierung der Frankfurter Nationalversammlung. Vom Heckeraufstand in der ersten Phase der Badischen Revolution blieb Heidelberg unberührt, hingegen entstanden in der Stadt zahlreiche demokratische Vereine. Als der demokratische Studentenverein verboten wurde, zogen im Juli die Heidelberger Studenten aus Protest nach Neustadt an der Haardt aus. Nach dem Scheitern der Frankfurter Nationalversammlung erfasste der Maiaufstand ganz Baden. Die vom badischen Großherzog zur Hilfe gerufenen preußischen Truppen kämpften auch in Heidelberg gegen liberale Freischärler und schlugen den Aufstand letztendlich nieder.

### Tourismus und Universität

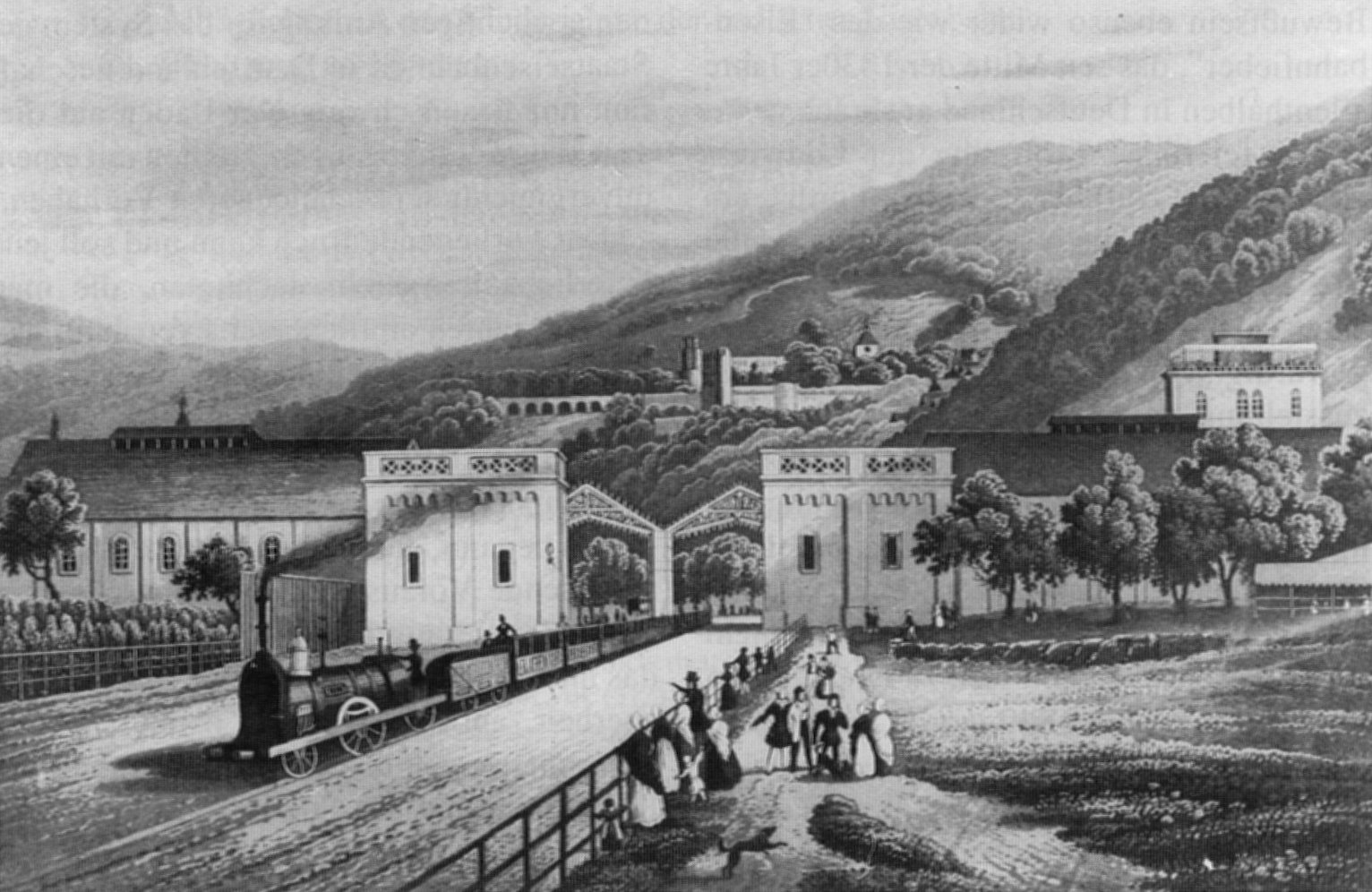
Ausfahrt eines Zuges aus dem Heidelberger Bahnhof, Lithografie aus dem Jahr 1842.

Auch im 19. Jahrhundert blieb die Wirtschaft Heidelbergs – immerhin die viertgrößte Stadt Badens – agrarisch geprägt. Die Industrialisierung war für die Neckarstadt weitaus weniger folgenreich als etwa für das benachbarte Mannheim. Zwar entstanden in der Stadt namhafte Industriebetriebe wie die Waggonfabrik Fuchs, Heidelberger Druckmaschinen oder HeidelbergCement, dennoch gab es gegen Mitte des 19. Jahrhunderts im damals rund 15.000 Einwohner zählenden Heidelberg gerade einmal 392 Industriearbeiter in 14 Fabriken. Neben der Tallage der Stadt mag ein Grund dafür gewesen sein, dass man in Heidelberg schon damals um den Wert des Landschaftsbildes für den Tourismus wusste und dieses nicht durch Fabriken verschandeln wollte.
Auch die pittoreske Schlossruine blieb, obwohl von vielen als Symbol der Demütigung durch die Franzosen angesehen, dank denkmalschützerischer Aktivitäten vom Abriss verschont und wurde in der Folgezeit zur wichtigsten Sehenswürdigkeit Heidelbergs. So entwickelte sich der Tourismus zu einem wichtigen Wirtschaftsfaktor in Heidelberg und ist es bis heute geblieben. Der Heidelberg-Tourismus hatte bereits im frühen 19. Jahrhundert seine Anfänge genommen, einen enormen Aufschwung erlebte er durch den Anschluss der Stadt an das Eisenbahnnetz: 1840 wurde der Abschnitt Mannheim-Heidelberg der Badischen Hauptbahn eröffnet, die Verbindung nach Karlsruhe folgte drei Jahre später. 1862 wurde dann schließlich die Odenwaldbahn ins Neckartal fertiggestellt.

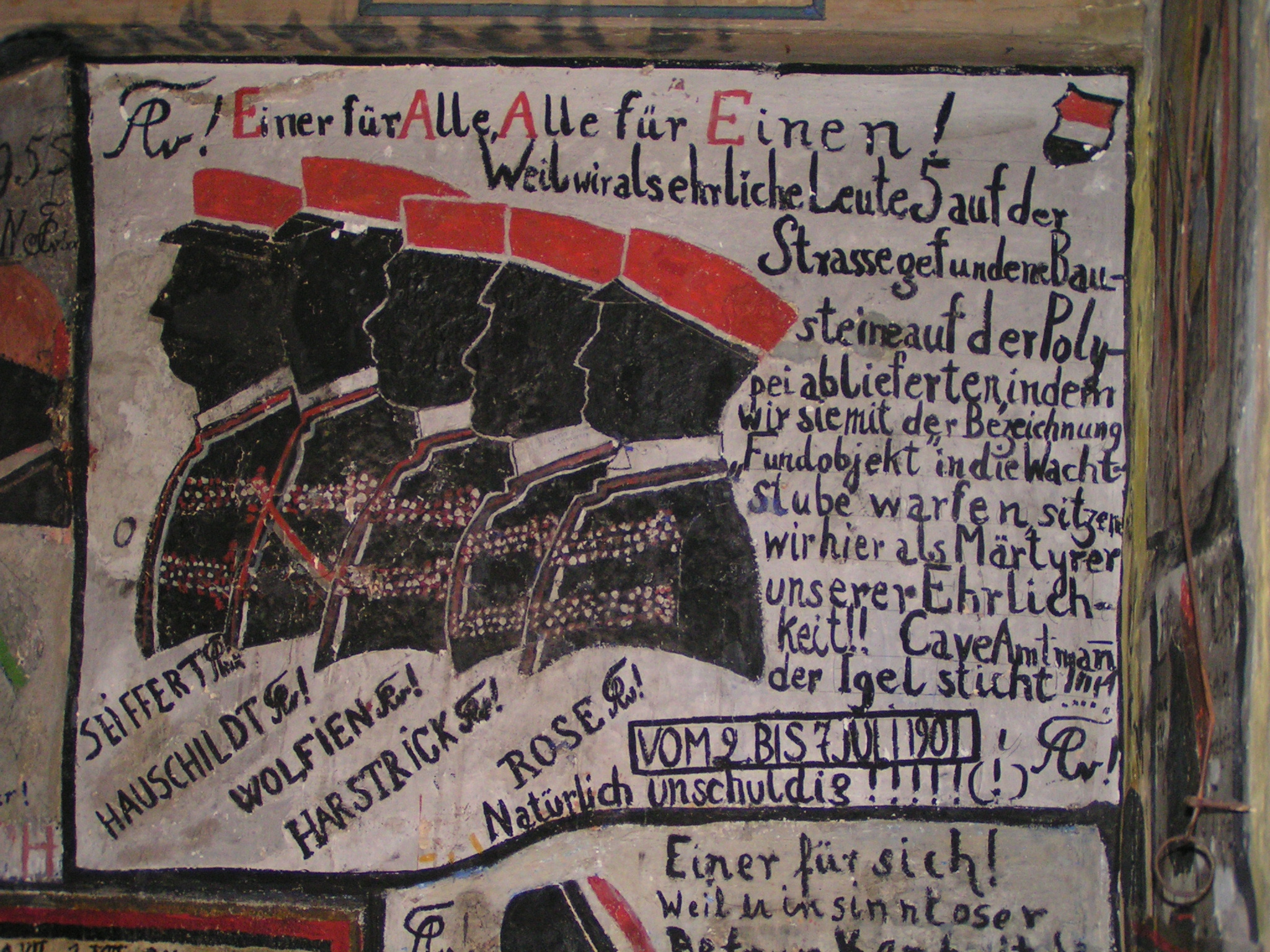
Der Studentenkarzer diente als Arrestzelle für unbotmäßige Studenten.

Ebenfalls prägend für Heidelberg ist seit dem 19. Jahrhundert die Präsenz der Universität. In wirtschaftlicher Hinsicht profitierte das in der Stadt ansässige Verlags- und Druckereiwesen von der Hochschule. Aus der Akademischen Buchhandlung Mohr & Zimmer, bei der Des Knaben Wunderhorn erschien, ging der Carl Winter Universitätsverlag hervor, der sich auf wissenschaftliche Publikationen spezialisierte. Die zahlreichen Studenten bestimmten bald das Stadtbild. Eine besondere Stellung nahmen dabei die Studentenverbindungen ein, denen zu jener Zeit jeder zweite Student angehörte. Bis heute finden sich in den besten Lagen Heidelbergs Korporationshäuser der Studentenverbindungen. Joseph Victor von Scheffels Gedicht Alt-Heidelberg, du feine (später in der vertonten Version ein populäres Studentenlied) und das 1901 uraufgeführte Schauspiel Alt-Heidelberg machten das studentische Milieu der Stadt berühmt, Heidelberg wurde zu einem Sinnbild des Studentenlebens im 19. Jahrhundert.

## Heidelberg von 1871 bis 1945

### Stadtexpansion in der Gründerzeit

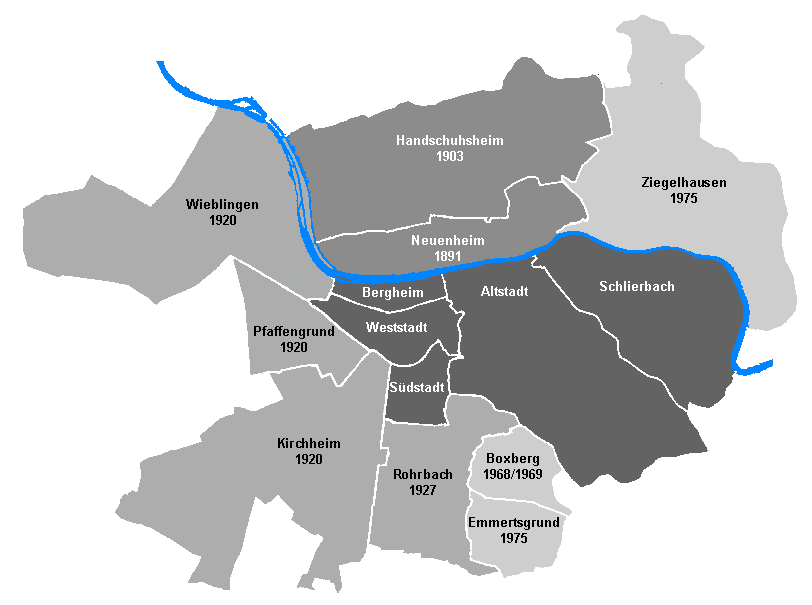
Eingemeindete und neu gegründete Stadtteile Heidelbergs

Die Gründerzeit nach Ende des Deutsch-Französischen Krieges von 1870/1871 war in Heidelberg wie überall im neugegründeten deutschen Kaiserreich eine Ära des Aufschwungs. Schon zuvor waren im Bereich des Bahnhofs die neuen Stadtteile Weststadt und Bergheim entstanden. Ab Ende des 19. Jahrhunderts begann dann eine Phase der rasanten Expansion, während der das Stadtgebiet durch zahlreiche Eingemeindungen vergrößert wurde und die Einwohnerzahl Heidelbergs sich von 20.000 im Jahr 1871 auf 85.000 im Jahr 1933 mehr als vervierfachte.
Den Anfang der Eingemeindungen in die Stadt Heidelberg bildete die Eingliederung Neuenheims, auf der nördlichen Neckarseite gelegen, im Jahr 1891. Zwölf Jahre später erfolgte die Eingliederung der nördlich an Neuenheim angrenzenden Gemeinde Handschuhsheim. In den 1920er-Jahren wurden Kirchheim, Wieblingen und Rohrbach eingemeindet. Mit dem Pfaffengrund entstand ein gänzlich neuer Stadtteil, der als „Gartenstadt“ konzipiert worden war.
Mit der flächenmäßigen Expansion ging der Ausbau der Infrastruktur einher. Die Straßenbahn nahm zunächst 1885 pferdebetrieben ihren Betrieb auf, seit 1902 ist sie elektrifiziert. Die Bergbahn führt seit 1890 auf die Molkenkur, seit 1907 sogar bis hinauf auf den Gipfel des Königstuhls. Durch den Bau von Staustufen wurde der Neckar zwischen 1925 und 1929 kanalisiert und zur Wasserstraße ausgebaut. 1935 wurde die Reichsautobahn von Mannheim nach Heidelberg, die heutige Bundesautobahn 656, als eine der ersten Autobahnstrecken Deutschlands eröffnet.

### Erster Weltkrieg und Weimarer Republik
Von der Novemberrevolution nach dem verlorenen Ersten Weltkrieg blieb Heidelberg weitgehend unberührt. In Mannheim und Karlsruhe proklamierten Arbeiter- und Soldatenräte am 14. November 1918 die Republik Baden. Wenig später dankte Großherzog Friedrich II. ab. Zum ersten Präsidenten der Weimarer Republik wurde 1919 der Heidelberger Friedrich Ebert. Nach seinem Tod 1925 wurde Ebert unter großer Anteilnahme der Heidelberger Bevölkerung auf dem Bergfriedhof in seiner Heimatstadt beigesetzt.

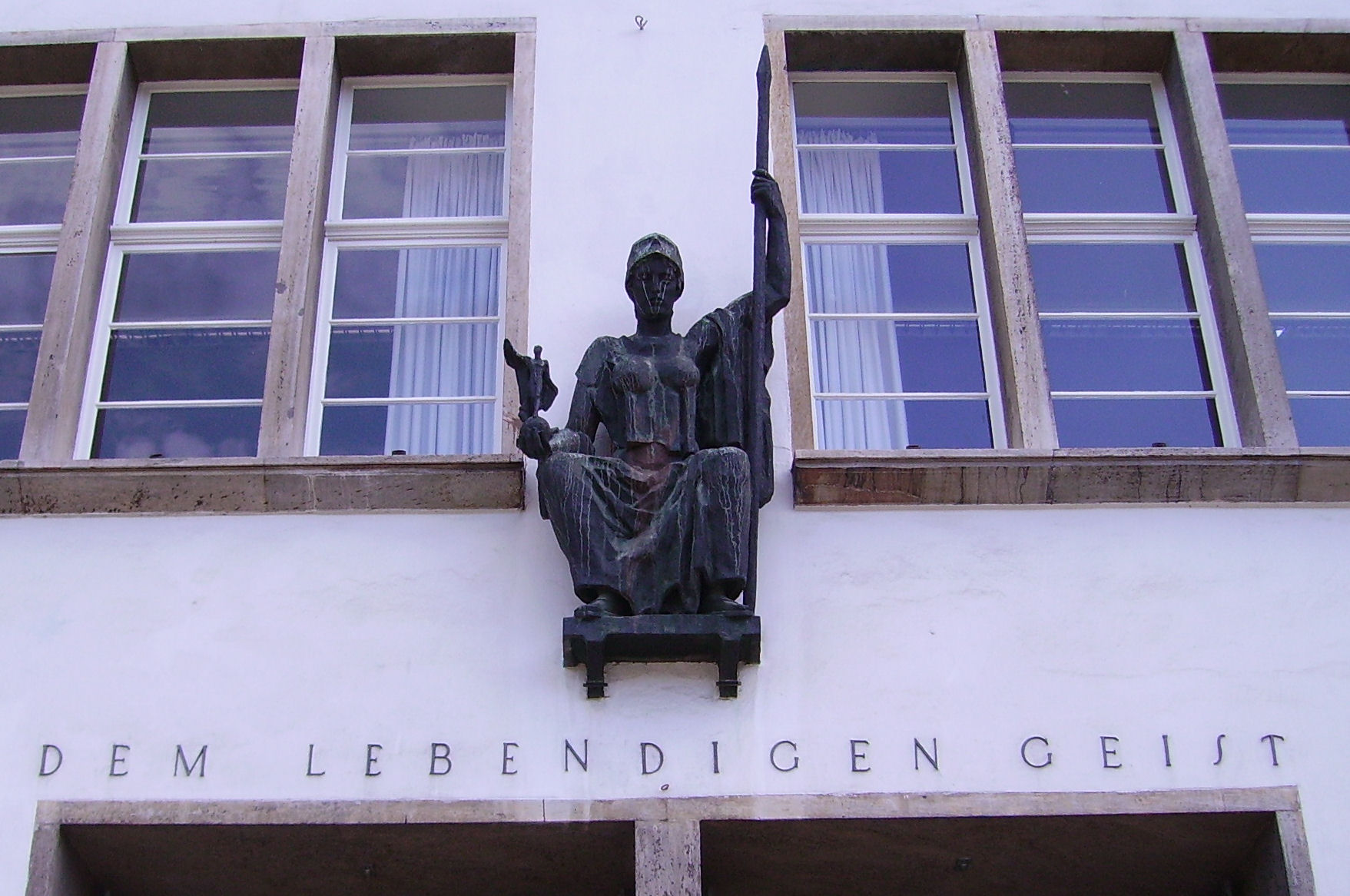
Figur der Pallas Athene und Widmung „Dem lebendigen Geist“ über dem Eingang Neuen Universität

1928 begann der Bau einer dritten Brücke über den Neckar, der Ernst-Walz-Brücke. Sie ist nach dem vorhergehenden Oberbürgermeister benannt. 1930 ermöglichten Spenden von US-Bürgern die Grundsteinlegung für das Hörsaalgebäude der Neuen Universität. Den Tourismus versuchte man währenddessen durch gezielte Maßnahmen zu fördern: In den 1920er Jahren wurden die Heidelberger Theaterfestspiele ins Leben gerufen, die aber schon 1930 nach nur vier Spielzeiten aus finanziellen Gründen scheiterten. Auch Versuche, Heidelberg zu einem Kurort zu machen, waren erfolglos, wenn auch eine 1928 erschlossene Heilquelle fast drei Jahrzehnte lang als Radium-Solequelle genutzt wurde.
1925 wurde eine Heidelberger Ortsgruppe der NSDAP gegründet. Schon zu Zeiten der Weimarer Republik fuhr die faschistische Partei am Neckar überdurchschnittliche Ergebnisse ein: Bei der Reichstagswahl am 20. Mai 1928 im Reich 2,6 %, in Baden 2,9 % und in Heidelberg 4,4 %; bei der Reichstagswahl am 14. September 1930 im Reich 18,3 %, in Baden 19,2 % und in Heidelberg 30,2 %. Damit war die NSDAP 1930 schon stärkste Partei in der Stadt; bei der Landtagswahl 1929 war ihr Stimmenanteil mit 14,5 % doppelt so hoch wie im Landesdurchschnitt gewesen. Eine kontroverse Figur in der Geschichte Heidelbergs ist der 1928 zum Oberbürgermeister gewählte Carl Neinhaus. 1933 trat er der NSDAP bei und blieb bis 1945 im Amt. Trotz seiner nationalsozialistischen Vergangenheit amtierte der mittlerweile zur CDU übergetretene Politiker von 1952 bis 1958 noch einmal als Stadtoberhaupt.

### Zeit des Nationalsozialismus
Die NSDAP wurde bei den Reichstagswahlen vom 5. März 1933 mit 45,8 % der abgegebenen Stimmen (Reich: 43,9 %; Baden: 45,4 %) die stärkste Partei in der Stadt. Kurz nach der Machtergreifung der Nationalsozialisten am 30. Januar 1933 begann auch in Heidelberg die organisierte Diskriminierung von Juden und anderen „Nichtariern“. Am 5. April 1933 gab Reichskommissar Robert Wagner zwei Tage vor den entsprechenden Reichsgesetzen den „badischen Judenerlass“ heraus. Er leitete die Zwangsbeurlaubung aller „nichtarischen“ Beamten ein. Während der Nationalsozialismus unter der Heidelberger Stadtbevölkerung einen starken Rückhalt genoss, waren antisemitische Tendenzen an der Ruprecht-Karls-Universität nicht besonders ausgeprägt gewesen im Vergleich zu anderen Hochschulen. Unter anderem deshalb war in Heidelberg der Anteil an Hochschullehrern jüdischer Herkunft besonders hoch, bis am 7. April 1933 alle „Nichtarier“ im öffentlichen Dienst gegen ihren Willen in den Ruhestand geschickt wurden. Bis 1939 verlor die Universität ein Drittel ihres Lehrkörpers aus „rassischen“ oder politischen Gründen (1930 waren 9 % des Lehrkörpers jüdischer Konfession).

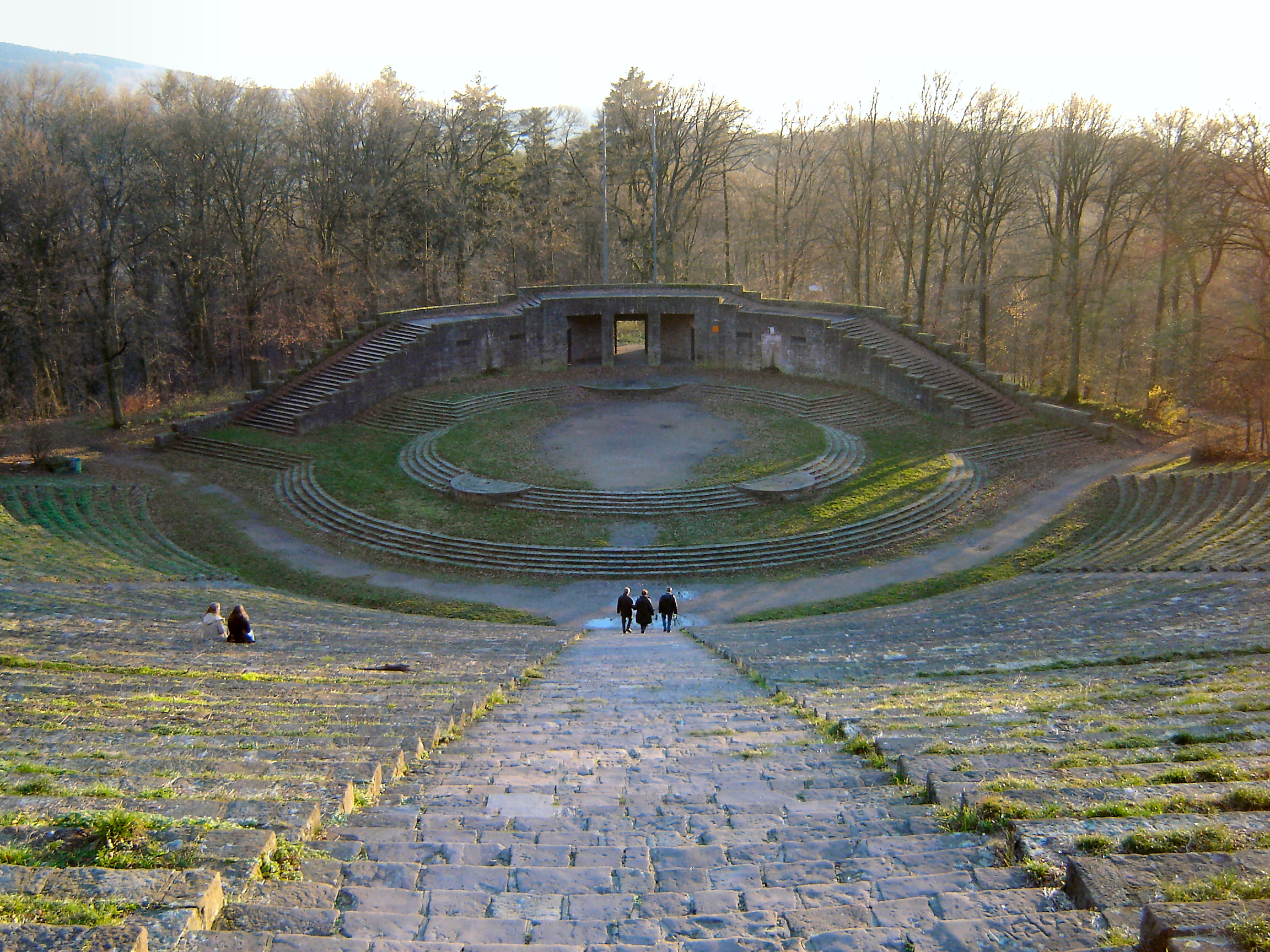
Die Thingstätte auf dem Heiligenberg

Während Pläne der Nationalsozialisten, Heidelberg als „Reichsausbauort“ im monumentalen Zuschnitt mit Aufmarschstraßen und einem Festspielhaus umzugestalten, nicht verwirklicht wurden, hinterließen sie als sichtbarste bauliche Hinterlassenschaft die Thingstätte auf dem Heiligenberg. Dabei handelt es sich um eine Freilichtbühne nach dem Vorbild griechischer Theater an der Stelle einer angeblichen germanischen Kultstätte. Sie wurde zwischen 1934 und 1935 vom Reichsarbeitsdienst und Heidelberger Studenten errichtet und für Propagandaveranstaltungen genutzt. Ebenfalls während der Zeit des Nationalsozialismus entstand der Ehrenfriedhof Heidelberg für die Gefallenen des Ersten Weltkrieges oberhalb des Bergfriedhofs.
Wie in zahlreichen deutschen Universitätsstädten inszenierte der Nationalsozialistische Deutsche Studentenbund (NSDStB) am 10. Mai 1933 auch in Heidelberg auf dem Universitätsplatz eine Bücherverbrennung, darüber hinaus kam es noch im Juni und Juli im Zuge von Nachahmungsaktionen zu weiteren Bücherverbrennungen.
Am Abend des 9. November 1938 erreichten die Ausschreitungen gegen Juden einen neuen Höhepunkt. In dieser Nacht brannten Heidelberger Bürger die Synagogen in Heidelberg und Rohrbach nieder; der orthodoxe Betsaal in der Plöck wurde ebenfalls zerstört. Am nächsten Tag begann die systematische Deportation Heidelberger Juden mit der Verschleppung 150 jüdischer Mitbürger in das KZ Dachau. Etwa zwei Jahre später, am 22. Oktober 1940, fand die „Wagner-Bürckel-Aktion“ statt. Über 6000 badische Juden, darunter 280 Heidelberger, wurden in das Internierungslager Camp de Gurs deportiert. Drei Viertel der deportierten Juden kamen bereits im Lager Gurs ums Leben. 1942 folgte von dort die Deportation in das KZ Auschwitz-Birkenau.
Hermann Maas, Schüler und Student unter anderem in Heidelberg und ab 1915 Pfarrer an der Heiliggeistkirche, trat 1932 dem Verein zur Abwehr des Antisemitismus bei. Auch im Pfarrernotbund engagierte er sich ab 1933/1934. Im Stadtgebiet war er 1938 Leiter der „Kirchlichen Hilfsstelle für evangelische Nichtarier“, half allen rassistisch Verfolgten und arbeitete eng mit dem Büro Grüber in Berlin zusammen. Mit seinen internationalen Kontakten verhalf er bis Kriegsbeginn vielen als Juden oder Halbjuden klassifizierten Menschen zur Flucht. Trotz Berufsverbots 1933 predigte er gegen die menschenverachtende Politik des Nationalsozialismus. 1943 wurde er auf Druck des NS-Regimes durch den badischen Evangelischen Oberkirchenrat seines Amtes enthoben. Später wurde er zur Zwangsarbeit nach Frankreich verschleppt. Nach der Befreiung 1945 nahm er seine Tätigkeit als Pfarrer wieder auf. Mit seinem Denken und vor allem seinem Handeln war er – selbst als Mitglied innerhalb der Bekennenden Kirche – eine Ausnahme. 1950 war er der erste offizielle Deutsche Staatsgast Israels.

### Zweiter Weltkrieg

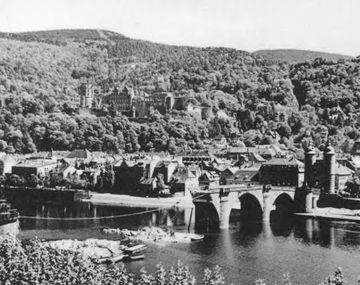
Die zerstörte Alte Brücke

Heidelberg überstand als eine der wenigen deutschen Großstädte den Zweiten Weltkrieg nahezu unversehrt. Der erste Luftangriff erfolgte in der Nacht vom 19. auf den 20. September 1940, als der Stadtteil Pfaffengrund von Bomben getroffen wurde. Am 23. September 1940 erfolgte als Vergeltung für diesen Angriff ein deutscher Luftangriff auf Cambridge. Kleinere Luftangriffe in den Jahren 1944 und 1945 richteten ebenfalls nur geringe Schäden an. – Von den 9.129 Wohngebäuden Heidelbergs wurden insgesamt 13 total zerstört (0,14 %), 32 schwer beschädigt (0,35 %), 80 mittelgradig (0,87 %) und 200 leicht beschädigt (2,19 %). Von 25.933 Wohnungen wurden 45 total zerstört (0,17 %) und 1.420 beschädigt (5,47 %). Der Wohnraumverlust betrug insgesamt 0,8 %. Güterbahnhof und Tiergarten wurden durch Bomben bzw. Artilleriebeschuss schwer beschädigt. Durch Luftangriffe kamen in Heidelberg insgesamt 241 Menschen ums Leben.
Warum Heidelberg fast verschont blieb, ist nicht gänzlich klar. Zahlreiche Zeitzeugen aus Altstadt, Weststadt und Pfaffengrund berichten davon, dass in Heidelberg wenige Monate vor dem US-Einmarsch Flugblätter abgeworfen wurden mit der Aufschrift „Heidelberg wollen wir schonen, denn wir wollen selbst drin wohnen“; lediglich der genaue Wortlaut variiert geringfügig je nach Bericht. Die Ankündigung der Verschonung und Befreiung wurde von allen Zeitzeugen weggeworfen, sodass bis heute kein Exemplar archiviert werden konnte. Zum einen besaß die Stadt wegen der fehlenden Schwerindustrie keine größere strategische Bedeutung, zum anderen ist es nicht ausgeschlossen, dass die Amerikaner bereits vor Kriegsende Heidelberg als Standort ihres Hauptquartiers ins Auge gefasst hatten.
In einem Tagesbefehl zum Luftangriff auf Bruchsal am 1. März 1945 ist vermerkt, dass im Falle schlechter Sichtbedingungen die Städte Heidelberg oder Donaueschingen als Ersatzziel anzufliegen und zu bombardieren seien.
Einzig die Brücken über den Neckar, darunter auch die berühmte Alte Brücke, wurden von Wehrmachtstruppen bei ihrem Rückzug am 29. März 1945 gesprengt, um den Vormarsch der Alliierten zu behindern. Einen Tag später marschierte die US-amerikanische 63. Infanteriedivision der 7. US-Armee in die Stadt ein, ohne auf nennenswerten Widerstand zu treffen. Sie konnten viele Gebäude in der Stadt für ihre Zwecke übernehmen, darunter die Großdeutschland-Kaserne, die seitdem den Namen Campbell Barracks trägt. Bis Kriegsende war dort das deutsche Infanterieregiment 110 stationiert, das der 33. Infanteriedivision und ab Ende 1940 der 112. Infanteriedivision unterstellt und im Frankreich- und Russlandfeldzug eingesetzt worden war.

## Nachkriegszeit und Gegenwart

### Nachkriegszeit
Das nahezu unversehrte Heidelberg zog nach dem Zweiten Weltkrieg viele ausgebombte und vertriebene Deutsche an. So betrug die Einwohnerzahl der Stadt 1946 bereits 111.800, während sie vor dem Krieg noch bei 85.000 gelegen hatte. Heidelberg wurde Teil der amerikanischen Besatzungszone und Standort hoher Kommandostellen der US-Armee und der NATO. Dafür enteigneten die amerikanischen Behörden Immobilien, was zunächst für Unmut sorgte. In den 1950er Jahren entstanden im Süden Heidelbergs zwei Siedlungen, das Mark-Twain-Village und das Patrick-Henry-Village, als Wohnort für die amerikanischen Soldaten und ihre Familien. Der amerikanische Einfluss war in der Stadt seitdem stark spürbar: Die Stadt war Sitz des NATO-Landhauptquartiers Mitteleuropa und des Hauptquartiers der 7. US-Armee, der amerikanische Armeerundfunk AFN sendete aus Heidelberg und in der Stadt lebten tausende amerikanische Armeeangehörige samt ihren Familien.
Nach Kriegsende gehörte Heidelberg zunächst zum 1945 von der amerikanischen Militärregierung gegründeten Land Württemberg-Baden, das im Jahr 1952 nach einer Volksabstimmung mit den Ländern Baden und Württemberg-Hohenzollern zu Baden-Württemberg zusammengelegt wurde.

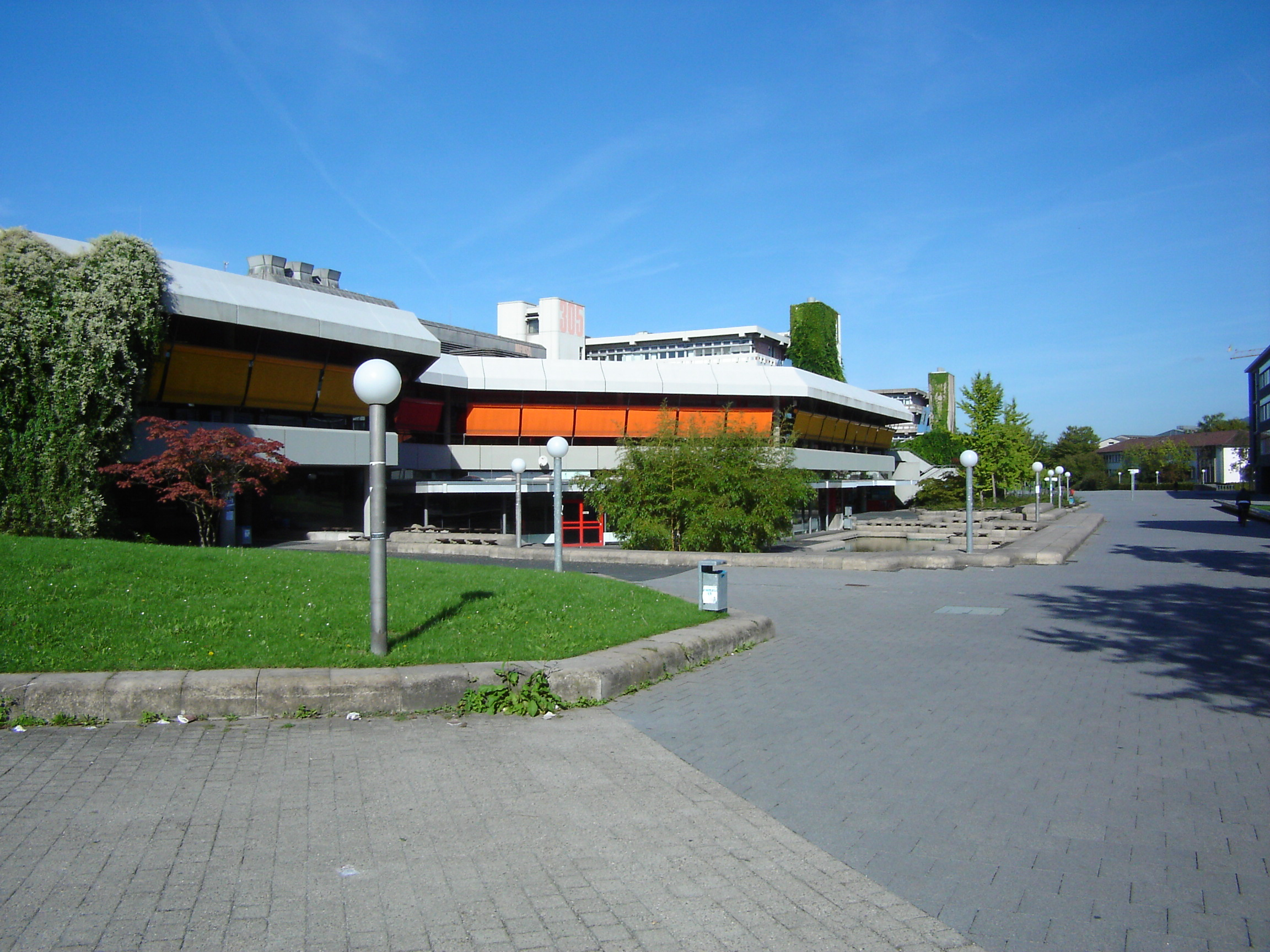
Der Neuenheimer-Feld-Campus entstand ab 1951

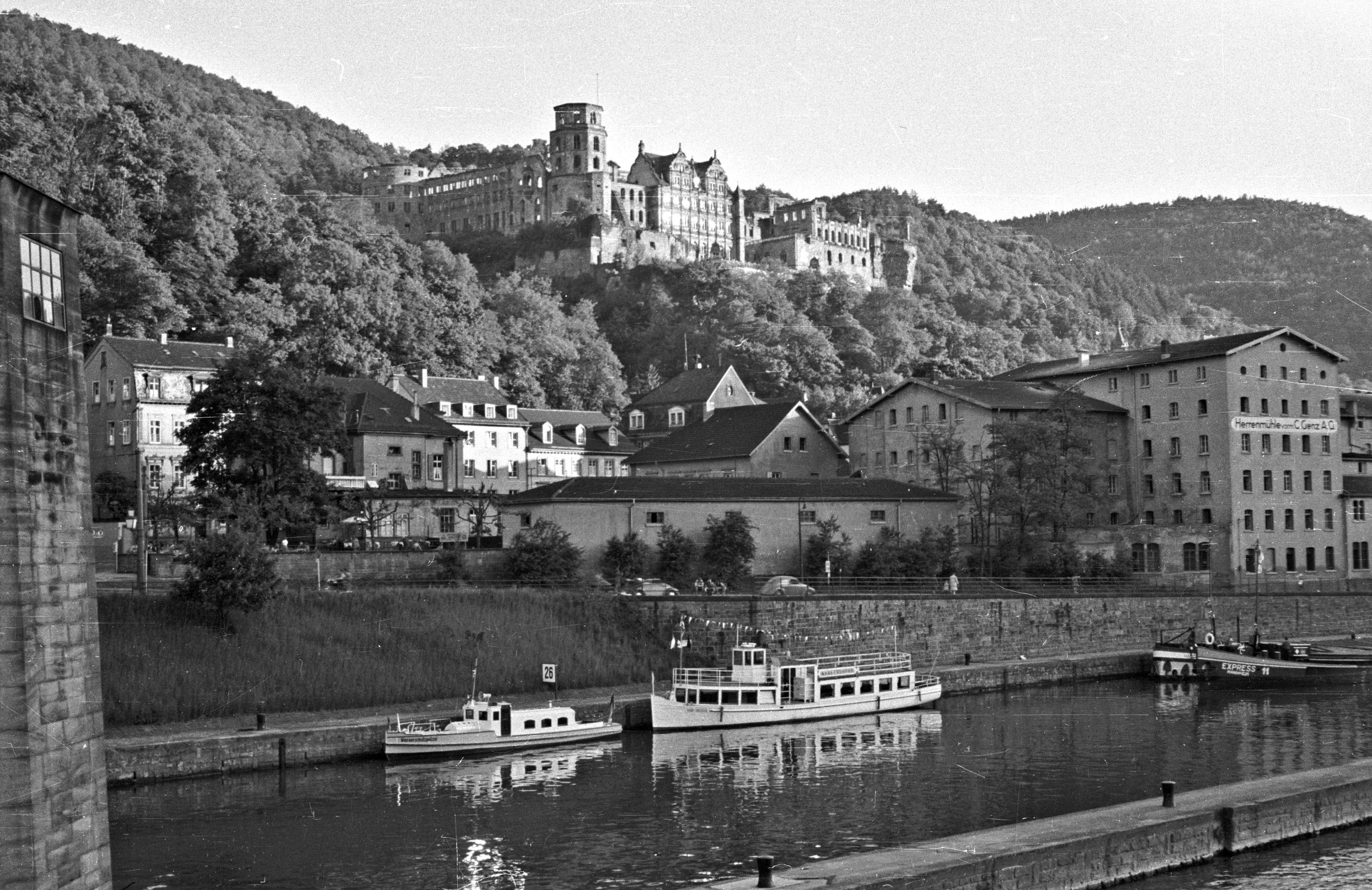
Heidelberg in den 1950er-Jahren

Die Ruprecht-Karls-Universität war von den amerikanischen Besatzungstruppen im April 1945 geschlossen worden, nach einer Entnazifizierung nahm sie im Januar des nächsten Jahres als erste westdeutsche Hochschule den Lehrbetrieb wieder auf. Schon vor dem Krieg waren vereinzelte Einrichtungen der Universität vom Altstadtcampus nach Neuenheim auf die andere Neckarseite verlegt worden – etwa der Botanische Garten oder das Physikalische Institut (an den Philosophenweg). Ab 1951 wurde ein komplett neuer Campus, das Neuenheimer Feld, am westlichen Stadtrand erbaut. Mitte der 1970er Jahre war der Ausbau des 120 Hektar großen Geländes im Wesentlichen beendet, heute beherbergt es zahlreiche naturwissenschaftliche und medizinische Institute, Kliniken, Forschungsinstitute und mehrere Studentenwohnheime.

### Heidelberg nach 1955

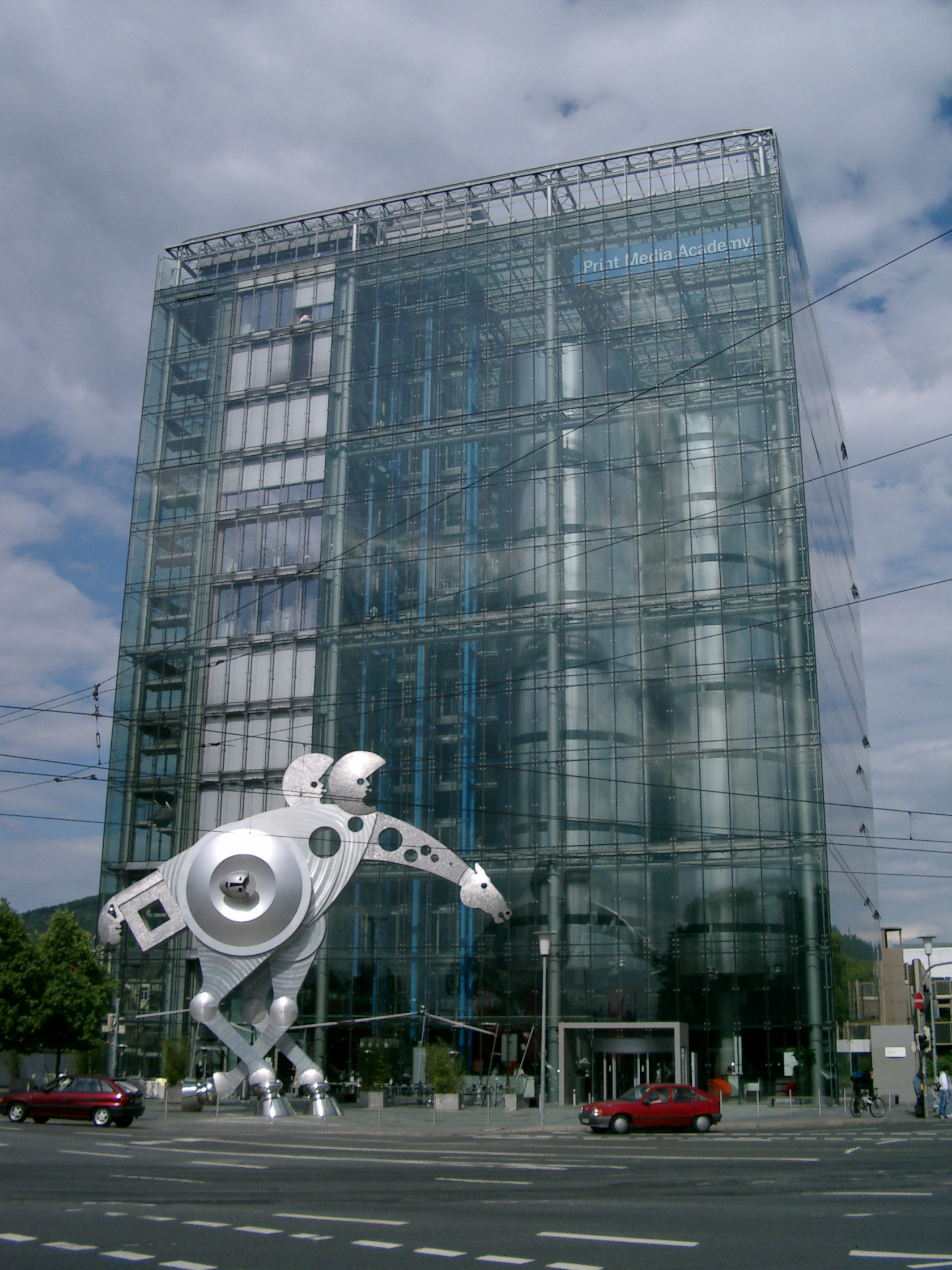
Der Glaskubus Print Media Academy der Heidelberger Druckmaschinen wurde bis 2000 beim Hauptbahnhof erbaut. Vor dem Gebäude steht das S-Printing Horse, eine der größten Pferdeskulpturen der Welt.

Das größte bauliche Projekt der Nachkriegszeit war die Verlegung des Hauptbahnhofs an seine heutige Stelle. Schon seit Jahrzehnten hatten Pläne bestanden, den an der Rohrbacher Straße gelegenen Kopfbahnhof durch einen neuen Durchgangsbahnhof zu ersetzen. 1955 wurde schließlich der neue Hauptbahnhof, zu dem Zeitpunkt der modernste Bahnhof der Bundesrepublik, nach vierjähriger Bauzeit rund 1,2 Kilometer westlich des alten Standortes eingeweiht. Die freigewordene Fläche nutzte das Land für den Bau zahlreicher Verwaltungsgebäude an der Kurfürstenanlage.
Um der wachsenden Einwohnerzahl Heidelbergs Rechnung zu tragen, entstanden im Süden der Stadt zwei gänzlich neue Wohngebiete: In den 1960er Jahren entstand die Waldparksiedlung Boxberg für 6000 Bewohner. 1975 wurde der für 11.000 Bewohner konzipierte Emmertsgrund fertiggestellt, der heute als Problemstadtteil gilt. Im selben Jahr war die flächenmäßige Expansion Heidelbergs durch die Eingemeindung der im Neckartal gelegenen Gemeinde Ziegelhausen abgeschlossen. Bei der Kreisreform zum 1. Januar 1973 wurde der alte Landkreis Heidelberg mit dem Landkreis Mannheim zum heutigen Rhein-Neckar-Kreis vereinigt, dessen Sitz die kreisfreie Stadt blieb.
Der von 1966 bis 1990 amtierende Heidelberger Oberbürgermeister Reinhold Zundel verschrieb sich der Stadtsanierung. Während seiner Amtszeit wurde die Hauptstraße in der Altstadt in eine 1,6 Kilometer lange Fußgängerzone umgewandelt, und der Bismarckplatz erhielt seine heutige Form. Nicht alle Maßnahmen waren unumstritten, weil ihnen teils alte Häuser zum Opfer fielen. Die Verbannung des Autoverkehrs aus der Altstadt gilt heute vielen als eine gelungene Maßnahme, unter anderem, da sie wohl weiter den heutigen Status der Heidelberger Altstadt als eines der bedeutendsten deutschen Ziele für internationalen Tourismus festigte.
1967/68 kulminierte wie an vielen deutschen Universitäten auch in Heidelberg die Studentenbewegung der 1960er Jahre, die in vielfältigen Aktionen politischen Protest gegen Notstandsgesetze, Vietnamkrieg und anderes ausdrückte. In den 1970er und 1980er Jahren verübte die Terrororganisation Rote Armee Fraktion in Heidelberg zwei Anschläge gegen amerikanische Militäreinrichtungen. Am 24. Mai 1972 wurden während der Mai-Offensive der Rote Armee Fraktion durch einen Sprengstoffanschlag auf das US-Hauptquartier der 7. US-Armee in den Campbell Barracks die amerikanischen Soldaten Clyde R. Bonner, Charles L. Peck sowie Ronald A. Woodward getötet und fünf weitere Personen schwer verletzt. Das Attentat vom 15. September 1981 auf den Oberbefehlshaber der US-Landstreitkräfte in Europa, General Frederick J. Kroesen, mit einer reaktiven Panzerbüchse des sowjetischen Typs RPG-7 am Heidelberger Karlstor scheiterte, da das LKA Baden-Württemberg ihm kurz zuvor eine gepanzerte Mercedes-Benz-Limousine zugeteilt hatte, nachdem verdächtige Personen bei der Observation Kroesens beobachtet worden waren.
Während der Amtszeit des ersten weiblichen Oberbürgermeisters in Südwestdeutschland, Beate Weber (1990–2006), bewarb sich Heidelberg um eine Aufnahme des Schlosses und der Altstadt in die UNESCO-Welterbeliste. Der 2004 eingereichte Antrag wurde 2005 und im Juni 2007 abgelehnt.
Die Zukunft der amerikanischen Militärpräsenz in Heidelberg war lange ungewiss. Zum einen hatten die europäischen Standorte infolge der veränderten Sicherheitspolitik nach den Terroranschlägen vom 11. September 2001 für die US-Armee an Bedeutung verloren. Deshalb wurde die Zahl der in Westeuropa stationierten Soldaten deutlich reduziert. Im August 2011 verließ das traditionsreiche V. US Army Corps Heidelberg und zog nach Wiesbaden um. Mit dem Umzug in das neue Hauptquartier nach Wiesbaden-Erbenheim ging 2013 in Heidelberg die 65 Jahre währende Geschichte der USAREUR zu Ende. Ebenfalls 2013 wurde das Hauptquartier der Landstreitkräfte von Heidelberg nach Wiesbaden verlegt und bis 2015 die gesamte Militärverwaltung aus Heidelberg abgezogen, was für die Stadt um 45 Millionen Euro gesunkene Einnahmen, aber auch Entwicklungsmöglichkeiten im Wohnungsbau brachte. Im September 2013 wurden die Campbell Barracks offiziell von der US-Armee geschlossen. Auch das NATO-Landhauptquartier Mitteleuropa befand sich bis 2013 in Heidelberg.
Am Mittag des 24. Januar 2022 schoss ein 18-jähriger in einem Hörsaal des Centre for Organismal Studies der Universität auf dort anwesende Personen, wobei es drei Verletzte und ein Todesopfer gab. Der Täter beging anschließend Suizid.